# Culture hip-hop
Cet article concerne les aspects culturels et sociétaux du hip-hop. Pour le genre musical, voir hip-hop.

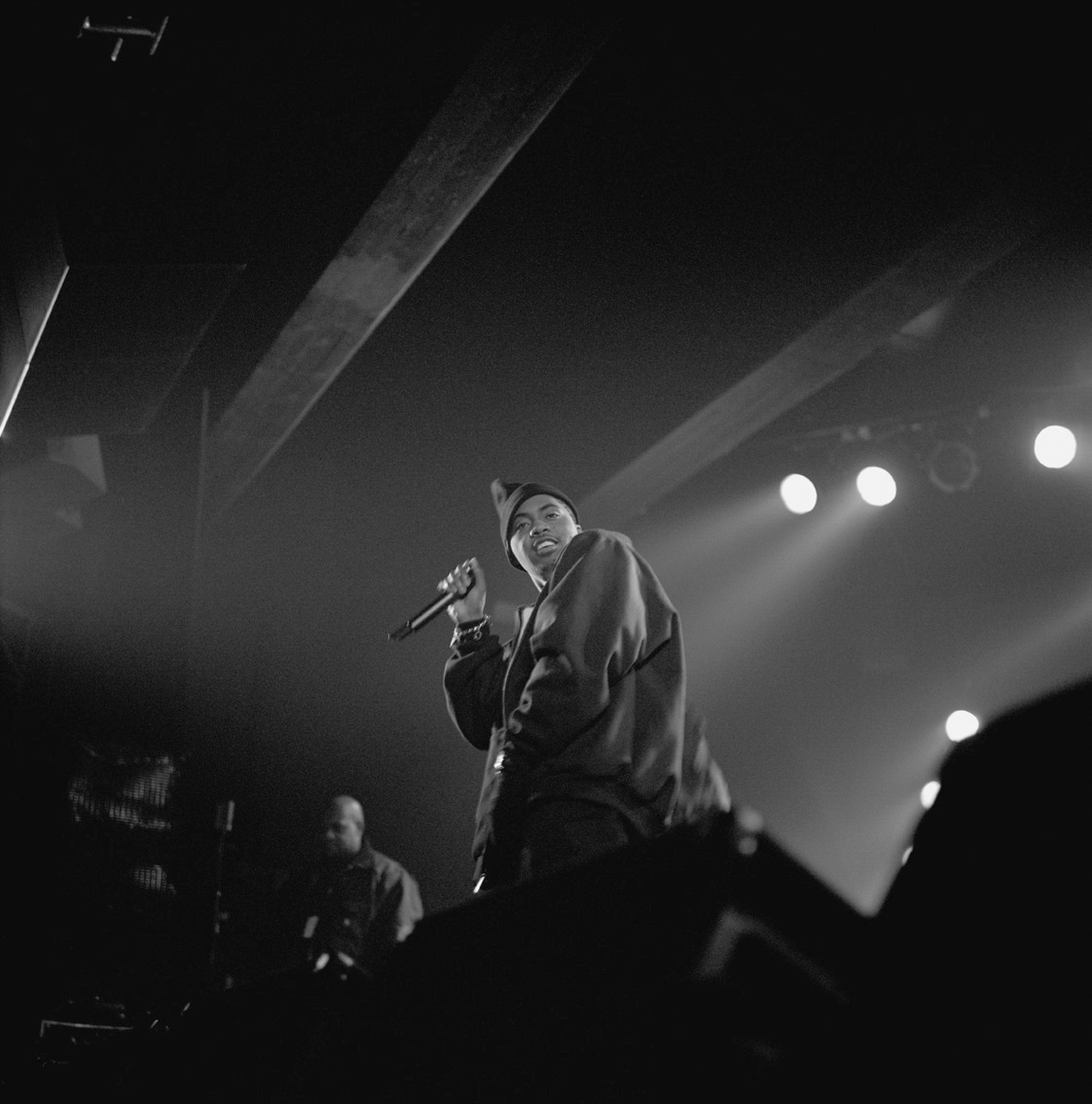
Nas, rappeur américain considéré comme l'un des plus grands MC de tous les temps.

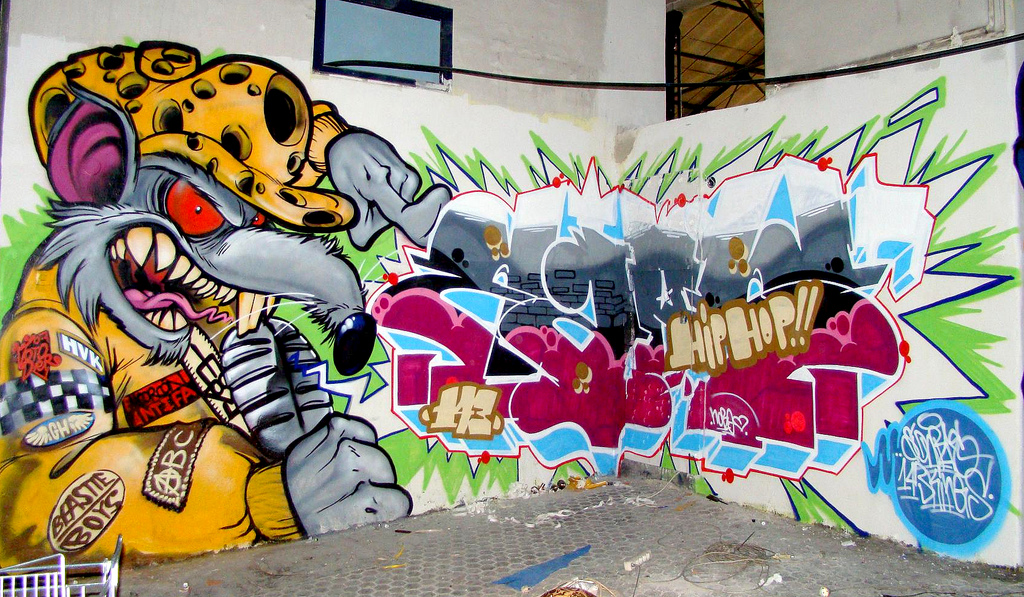
Graffiti dans le style hip-hop avec lettres élaborées et colorées.

La culture hip-hop est un mouvement culturel ayant émergé dans les années 1970 chez la jeunesse afro-américaine résidant au sud du Bronx à New York,,,,. Elle se caractérise par cinq éléments distincts, desquels découlent les différents aspects de la culture : le human beatbox, le rap (oral), le turntablism ou « DJing » (musical), b-boying (physique) et graffiti artistique (visuel). Bien qu'ils se soient globalement développés, ces cinq éléments fondamentaux font partie intégrante de la culture hip-hop. Le terme est souvent utilisé de manière restrictive et définit le plus souvent la pratique orale du rap.

## Généralité

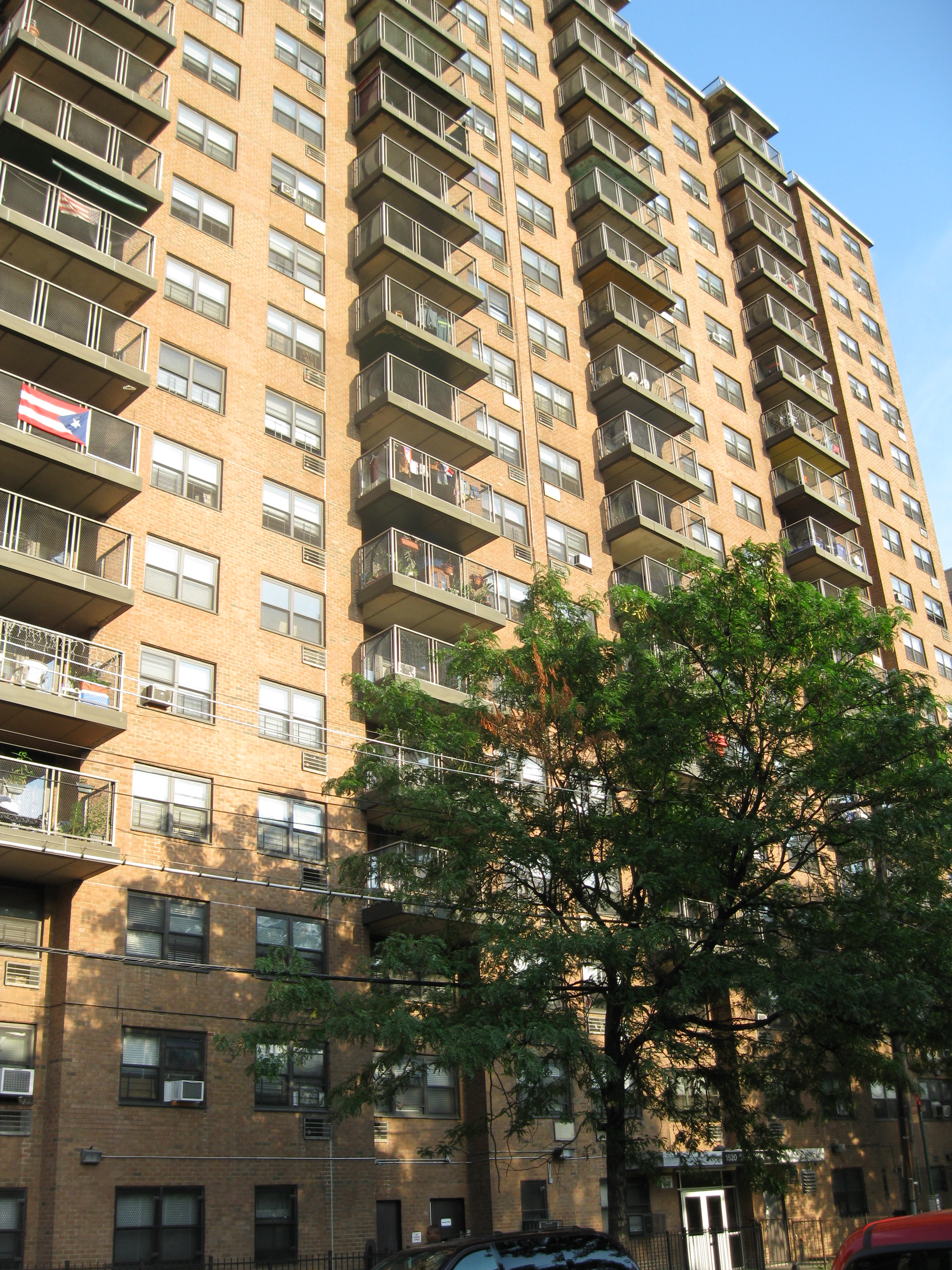
1520 Sedgwick Avenue, Bronx, New York, berceau du hip-hop.

Même si le terme « hip-hop » est souvent utilisé pour désigner exclusivement la musique homonyme, il se caractérise par neuf éléments, alors que la musique hip-hop ne présente que quatre éléments (rapping, DJing, beatboxing et break),. Afrika Bambaataa, du collectif de hip-hop Zulu Nation, a esquissé les piliers de la culture hip-hop, en inventant les termes : « rapping » (également appelé MCing ou emceeing), un style rythmique vocal appelé « rhyming » (oralité) ; « DJing » (et turntablism), qui fait de la musique avec des tourne-disques et des mixeurs DJ (création sonore, sonore et musicale) ; « b-boying », « b-girling » et « breakdancing ». D'autres éléments de la sous-culture et des mouvements artistiques hip-hop au-delà des quatre principaux sont : la culture hip-hop et la connaissance historique du mouvement (intégrée/philosophique) ; la boîte à rythme, un style vocal percussif ; l'entrepreneuriat de rue ; le langage du hip-hop ; et la mode et le style hip-hop, entre autres,,,,.
La scène hip-hop du Bronx Sud est née dans les années 1960 et 1970 des fêtes de quartier organisées par les Ghetto Brothers, un groupe porto-ricain qui a été décrit comme étant un gang, un club et un groupe de musique. Les membres de la scène branchaient des amplificateurs à leurs instruments et des haut-parleurs au 163 rd Street et de Prospect Avenue, et utilisaient leurs événements musicaux en direct pour briser les barrières raciales entre les Afro-Américains, les porto-ricains, les blancs et d'autres groupes ethniques. DJ Kool Herc, immigrant jamaïcain, a également joué un rôle clé dans le développement de la musique hip-hop. Au 1520, Sedgwick Avenue, Herc mélange des extraits de disques existants et des breaks de percussions. Kool Herc est reconnu comme le « père » du hip-hop pour avoir développé les principales techniques de DJ qui — avec le rap — ont fondé le genre musical en créant des rythmes en bouclant des breaks (petites parties de chansons mettant en valeur un motif percussif) sur deux platines. Cela s'est par la suite accompagné de rap (ou MCing) et de beatboxing.
Le critique musical Robert Farris Thompson considère que les jeunes issus du sud du Bronx au début des années 1970 — tels que les « noirs anglophones de la Barbade » pour Grandmaster Flash, et « jamaïcains noirs » pour DJ Kool Herc — ont intronisé des rythmes de salsa, des conga afro et tambours de bongo, et que plusieurs d'entre eux ont imités les styles musicaux de Tito Puente et Willie Colón. À cette période, ils mêlaient ces influences à des styles musicaux existants associés aux Afro-Américains avant les années 1970, du jazz au funk. La musique hip-hop se popularise à l'extérieur de la communauté afro-américaine à la fin des années 1980, grâce au succès commercial général des Beastie Boys, The Sugarhill Gang, Grandmaster Flash, et de nouveaux mouvements hip-hop tels que les Native Tongues, Daisy Age et plus tard (au début des années 1990) du gangsta rap. Le critique Greg Tate décrit le mouvement hip-hop comme « la seule avant-garde encore présente, qui continue de choquer » la riche bourgeoisie. Ronald Savage (en), connu sous le surnom de Bee-Stinger, qui était un ancien membre de la Zulu Nation, est crédité pour la doctrine des « Six éléments du mouvement hip-hop ». Ces six éléments du mouvement sont : la conscience de conscience, la conscience des droits civiques, la conscience militante, la justice, la conscience politique et la conscience communautaire en musique. Ronald Savage est connu comme le fils du mouvement hip-hop. La hanche est la culture et le houblon est le mouvement,,.

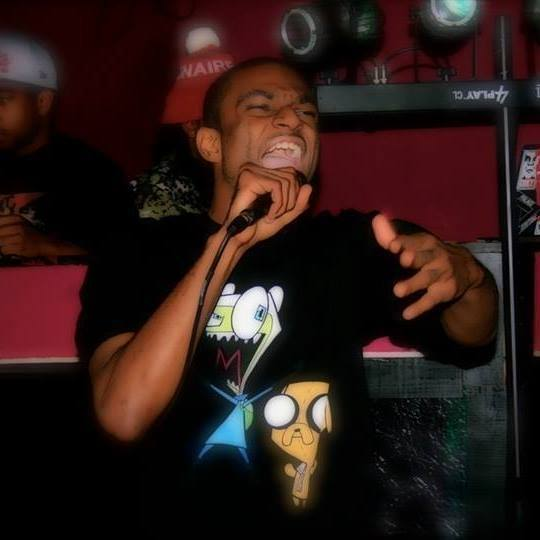
MC Hero en train de rapper à Huntsville, en Alabama.

La culture hip-hop s'est répandue dans les communautés urbaines et suburbaines à travers les États-Unis, puis dans le monde entier. Ces éléments sont adaptés et développés considérablement, d'autant plus que les formes d'art se sont répandues sur de nouveaux continents et ont fusionné avec les styles locaux dans les années 1990 et les décennies suivantes. Alors même que le mouvement continue de s'étendre à l'échelle mondiale et d'explorer une myriade de styles et de formes d'art, y compris le théâtre hip-hop et le cinéma hip-hop, les quatre éléments fondamentaux fournissent une cohérence et une base solide pour la culture hip-hop. Le hip-hop est à la fois un phénomène nouveau et ancien ; l'importance de l'échantillonnage des morceaux, des rythmes et des lignes de basse des vieux disques à la forme d'art signifie qu'une grande partie de la culture a tourné autour de l'idée de mettre à jour les enregistrements classiques, les attitudes et les expériences pour le public moderne. Échantillonner l'ancienne culture et la réutiliser dans un nouveau contexte ou un nouveau format est appelé flipping dans la culture hip-hop. La musique hip-hop suit les traces des premiers genres musicaux afro-américains tels que le blues, le jazz, le ragtime, le funk et le disco pour ne faire plus qu'un. C'est le langage des environnements urbains et des jeunes du monde entier, beaucoup de gens qui ne savent pas ce qu'est le hip-hop (la conscience qui constitue la culture collective du hip-hop) ou ce que signifie « Be hip-hop », ont commencé à attribuer le fait d'être hip-hop au fait d'être noir, mais c'est la race, pas la culture et non la conscience. Pour KRS-One, « le hip-hop est le seul endroit où l'on voit des Martin Luther King Jr. ; j'ai un discours de rêve "dans la vraie vie" et "Pour être hip-hop, il faut avoir le courage d'être soi-même et d'être hip-hop tout le temps, pas seulement quand il est populaire ou pratique, et de le regagner quand il ne l'était pas et que vous étiez le seul à le récolter. » Il note également que le hip-hop est au-delà de quelque chose d'aussi simple d'esprit que la race, le sexe ou la nationalité, il appartient au monde.
Dans les années 2000, puis 2010, avec l'essor de nouveaux médias et du web 2.0, les auditeurs découvrent et téléchargent ou diffusent de la musique hip-hop par le biais de réseaux sociaux comme Myspace, et de sites web de diffusion comme YouTube, Worldstarhiphop, SoundCloud et Spotify,,.

## Étymologie
Keith « Cowboy » Wiggins, membre du groupe Grandmaster Flash and the Furious Five, est crédité pout avoir inventé le terme en 1978 alors qu'il taquinait un ami qui venait de se joindre à l'armée américaine en chantant les mots inventés « hip/hop/hip/hop/hop » d'une manière qui imitait la cadence rythmique des marches de soldats. Cowboy a par la suite travaillé la cadence « hip-hop » dans sa performance scénique,. Le groupe se produisait fréquemment avec des artistes disco qui parlent de ce nouveau type de musique en les appelant « hip hoppers ». Ce nom était à l'origine un manque de respect, mais il apparaît vite pour identifier cette nouvelle musique et culture.
La chanson Rapper's Delight, de Sugarhill Gang, sortie en 1979, commence par la phrase « I said a hip, hop the hippie the hippie to the hip hip hip hop, and you don' t stop. » Lovebug Starski, DJ du Bronx et auteur du single intitulé The Positive Life en 1981, et DJ Hollywood, commencent alors à utiliser le terme pour désigner ce nouveau style musical dit « disco rap ». Bill Alder, consultant indépendant, explique qu'« il n'y a pratiquement jamais eu un moment où la musique rap était underground, l'un des tout premiers disques de rap, était un succès monstre (Rapper's Delight de Sugar Hill Gang on Sugarhill Records). » Afrika Bambaataa, pionnier du hip-hop et gourou de la communauté sud du Bronx, attribue également à Lovebug Starski le fait d'avoir été le premier à utiliser le terme « hip-hop » en relation avec la culture. Bambaataa, ancien chef du gang des Black Spades, a également beaucoup contribué à populariser le terme. Les mots « hip hop » apparaissent pour la première fois dans un article daté du 21 septembre 1981 du journal The Village Voice, écrit par Steven Hager, qui a également publié la première histoire complète de la culture chez l'éditeur St. Martins' Press,.

## Histoire

### Années 1970

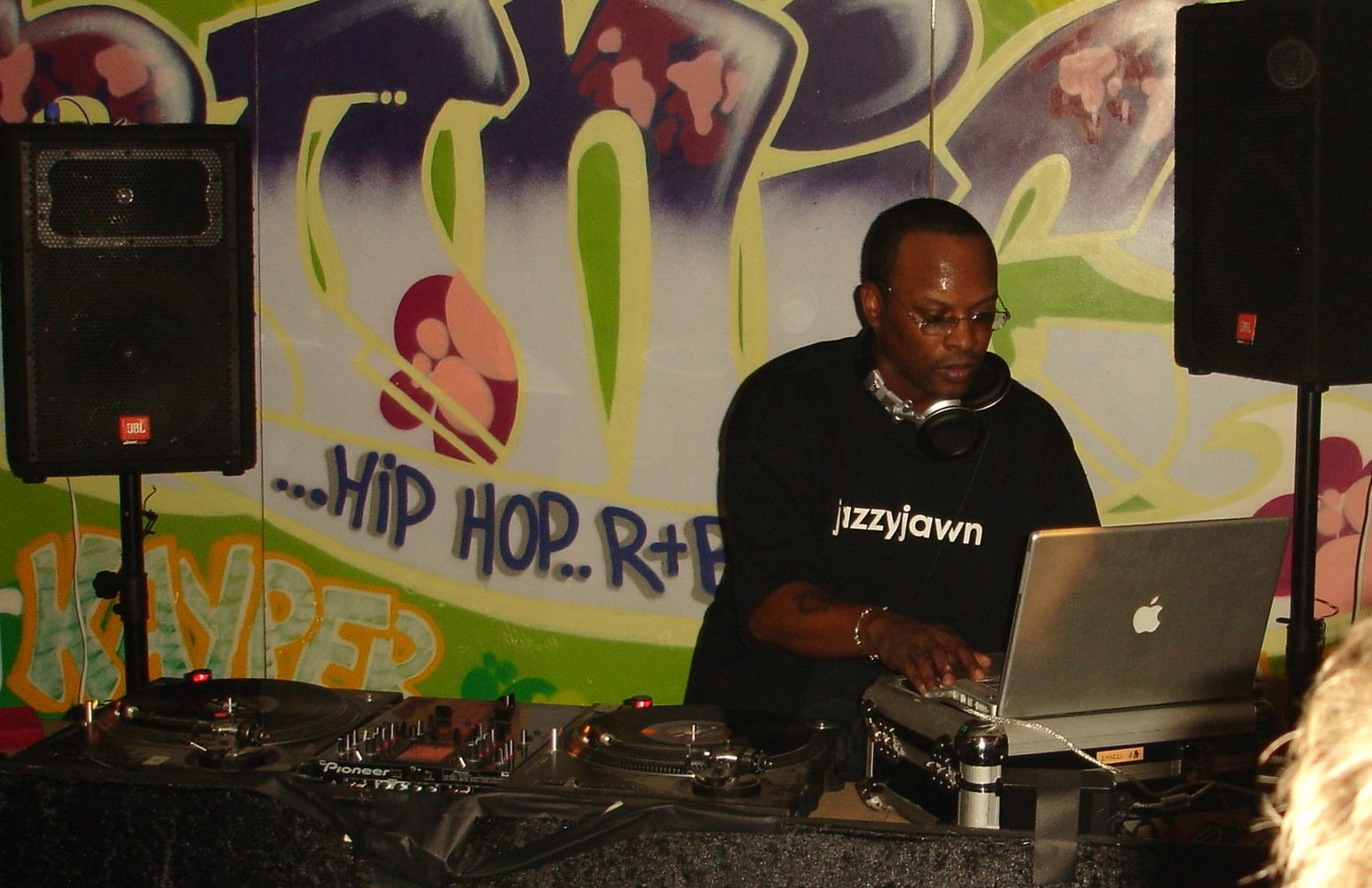
DJ Jazzy Jeff, qui est aussi producteur de disques, manipulant une platine en Angleterre en 2005.

Dans les années 1970, un mouvement urbain clandestin appelé « hip-hop » commence à se développer dans le sud du quartier du Bronx, à New York. Il met l'accent sur les animateurs (ou MCing) plutôt que sur les breakbeats, les fêtes de maison, et les fêtes de quartier organisées en plein air. La musique hip hop a été un moyen puissant de protester contre l'impact des institutions juridiques sur les minorités, en particulier la police et les prisons. Historiquement, le hip-hop est né des ruines d'un Bronx méridional post-industriel et dévasté, comme une forme d'expression de la jeunesse urbaine noire et latine, que le discours public et politique avait qualifiée de communautés marginalisées. Né en Jamaïque, le DJ Clive « Kool Herc » Campbell devient le pionnier de l'utilisation des breaks de percussions DJing dans la musique hip-hop. Ayant émergé l'immeuble de Herc, au 1520, avenue Sedgwick, le mouvement se répand ensuite dans tout l'arrondissement. Herc se lance dans la direction musicale hip-hop en s'appuyant sur la tradition jamaïcaine du toasting impromptu, une forme parlée de poésie vantardise et de discours sur la musique. Le 11 août 1973, Kool Herc devient DJ d'une soirée de rentrée scolaire de sa sœur. Il prolonge le rythme d'un disque en utilisant deux tourne-disques, isolant les breaks de percussion avec un tourne-disque pour passer d'un disque à l'autre. Ces manipulations expérimentées par Herc avec les tourne-disques deviendront ce qui s'appellera plus tard le breaking ou le scratching.
Un deuxième élément important de la musique hip-hop est le rap (également appelé MCing ou emceeing). Le rap traite de rimes et jeux de mots délivrés d'abord sans accompagnement, et ensuite sur un rythme. Ce style parlé est influencé par le capping afro-américain, une performance durant laquelle des individus tentent de se surpasser les uns les autres dans l'originalité de leur langue et essayent d'obtenir un avis favorable des auditeurs. Les éléments de base du hip-hop — raps, posses (groupes) rivaux, throw-downs dans les quartiers chics de la ville, commentaires politiques et sociaux — ont longtemps été présents dans la musique afro-américaine. Les rappeurs mêlaient souvent vantardise, « laxisme » et d'insinuations sexuelles à des sujets qui traitent de la politique et du socialement conscient. Le rôle originel du rappeur (ou MC) ne se tenait qu'au maître de cérémonie pendant des événements de danse. Le MC présentait le DJ et essayait de « chauffer » le public. Le MC parlait entre les chansons du DJ, exhortant tout le monde à se lever et à danser. Les MC racontaient aussi des blagues et utilisaient leur langage énergique et leur enthousiasme pour exciter la foule. Finalement, ce rôle se pratiquera plus longtemps, et deviendra ce qui s'appelle du rap.
En 1979, la musique hip-hop se popularise. Il se répand à l'international dans les années 1990 grâce à un style controversé appelé gangsta rap. Herc a également développé le « break-beat deejaying », une pratique dans laquelle les breaks de chansons funk - c'est-à-dire la partie la plus adaptée à la danse, habituellement basée sur les percussions - sont isolés et répétés afin de prolonger les soirées. Cette forme de lecture musicale, qui mêle hard funk et rock, constituera la base de la musique hip-hop. Selon Herc, break est un langage de rue qui signifie « s'exciter » ou « agir avec panache ».

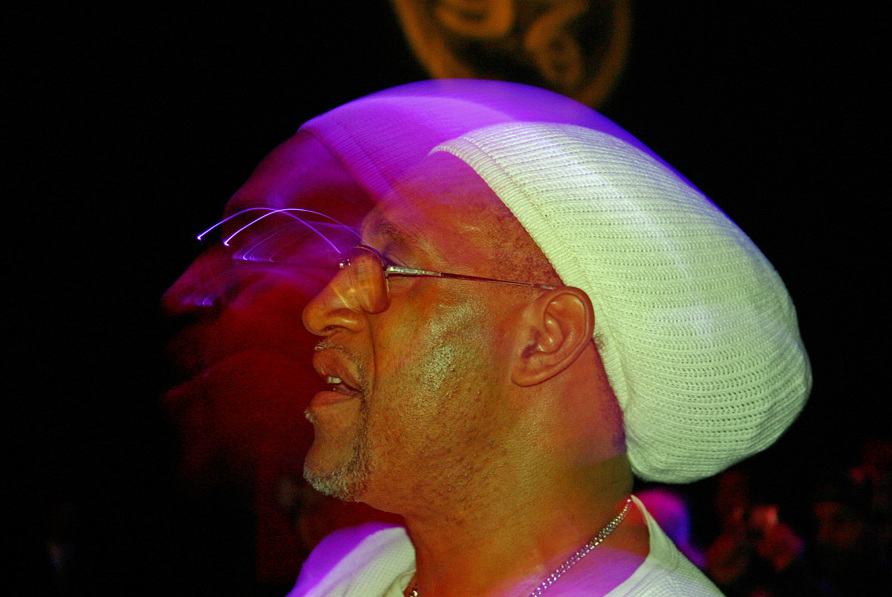
DJ Kool Herc, pionnier dans le développement de la musique hip-hop.

Des DJ tels que Grand Wizzard Theodore, Grandmaster Flash et Jazzy Jay raffinent et développent l'utilisation des breakbeats, y compris le cutting et scratching. La méthode utilisée par Herc est bientôt largement copiée, et vers la fin des années 1970, les DJ sortent des vinyles 12 pouces de rap sur rythme ; parmi les plus populaires, The Breaks de Kurtis Blow et Rapper's Delight du Sugarhill Gang. À cette période, Herc et d'autres DJ connectent leur équipement à des lignes électriques et se produisent sur des terrains de basket-ball publics et au 1520, Sedgwick Avenue, dans le Bronx, à New York, qui est désormais officiellement un bâtiment historique. Leur équipement comprend de nombreux haut-parleurs, des tourne-disques et un ou plusieurs microphones. En utilisant cette technique, les DJ créeront des styles musicaux variés, mais d'après Rap Attack de David Toop, « au pire, elle [la technique] pourrait transformer une soirée interminable en une soirée inévitablement lassante. » KC the Prince of Soul, rappeur-parolier de Pete DJ Jones, est souvent crédité comme le premier parolier du genre à s'auto-proclamer MC.
Les gangs de rue sont légion dans les quartiers populaires du Bronx, et une grande partie des graffeurs, des rappeurs et des b-boys lors de ces soirées surfent sur la compétition et la surenchère. Sentant que ces pulsions souvent violentes des membres des gangs pouvaient être transformées en pulsions créatives, Afrika Bambaataa fonde la Zulu Nation, une confédération consacrée aux danseurs de rue, graffeurs et rappeurs. Vers la fin des années 1970, la culture attire l'attention des médias, comme le magazine Billboard qui consacrera un article intitulé B Beats Bombarding Bronx au phénomène local et à d'importantes personnalités comme Kool Herc. La panne de courant de la ville de New York en 1977 est marquée par un grand nombre de pillages, d'incendies criminels, et autres troubles à l'ordre public, en particulier dans le Bronx où de nombreux équipements de DJ seront volés. C'est ainsi que le genre hip-hop, à peine connu en dehors du Bronx à l'époque, connaît une croissance fulgurante à partir de 1977.

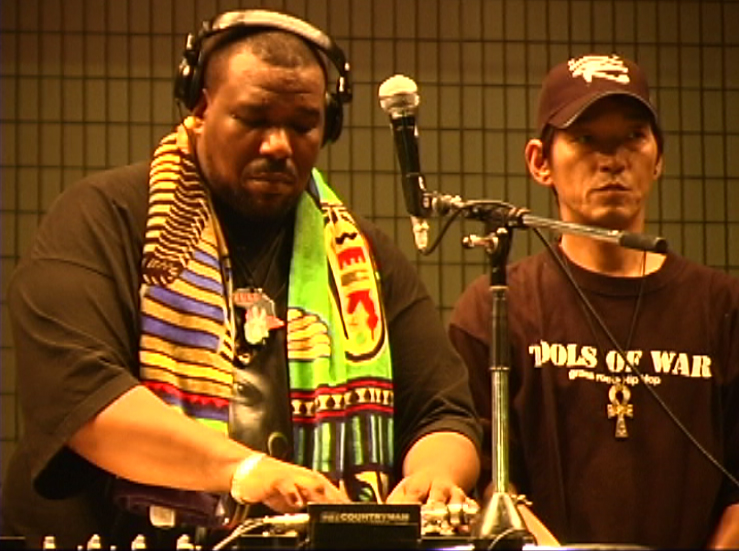
Afrika Bambaataa avec DJ Yutaka de la Universal Zulu Nation, en 2004.

Les soirées maison de DJ Kool Herc gagnent en popularité et se déplacent ensuite vers des lieux extérieurs afin d'accueillir plus de monde. Accueillies dans les parcs, ces soirées en plein air deviennent un moyen d'expression et un exutoire pour les adolescents, où « au lieu d'avoir des ennuis dans la rue, ils [les adolescents] avaient maintenant un endroit où expulser leur énergie refoulée. » Tony Tone, un membre des Cold Crush Brothers, déclare que « le hip-hop a sauvé beaucoup de vies. » Pour la jeunesse du centre-ville, la participation à la culture hip-hop devient un moyen de faire face aux difficultés de la vie des minorités en Amérique, et un exutoire pour faire face au risque de violence et à l'émergence de la culture des gangs. MC Kid Lucky mentionne que « les gens avaient l'habitude de faire du break-dance les uns contre les autres au lieu de se battre. » Inspiré par DJ Kool Herc, Afrika Bambaataa lance une organisation de rue appelée Universal Zulu Nation, centrée sur le hip-hop, afin d'extirper les adolescents hors des gangs, de la drogue, et la violence.
Le contenu lyrique des nombreux premiers groupes de rap se consacre aux thèmes sociaux, notamment dans le titre phare The Message de Grandmaster Flash and the Furious Five, qui traite de la vie quotidienne vécue dans les quartiers chauds. « Les jeunes noirs américains issus du mouvement des droits civiques se sont servis de la culture hip-hop dans les années 1980 et 1990 pour montrer les limites du mouvement. » À travers le hip-hop, les jeunes afro-américains peuvent enfin faire entendre leur cause ; « Tout comme le rock and roll, le hip-hop est vigoureusement opposé par les conservateurs parce qu'il attise la violence, le non-respect des lois et les gangs. »
À la fin de 1979, Debbie Harry de Blondie emmène Nile Rodgers de Chic à un événement de hip-hop durant lequel une piste du morceau Good Times de Chic est utilise pendant les passages de break. Le nouveau style inspire Harry, qui composera le single Rapture de Blondie ; le single, qui contient des éléments de hip-hop, atteint le succès en 1981, devenant ainsi le premier du genre composé par un artiste blanc à se classer au Billboard Hot 100 - la chanson elle-même est habituellement considérée comme new wave et fusionne des éléments de musique heavy pop.

### Années 1980
La culture hip-hop s'établit en 1982, à la sortie du morceau electro-funk Planet Rock d'Afrika Bambaataa et Soulsonic Force. Au lieu de simplement rapper sur des rythmes disco, Bambaataa crée avec le producteur Arthur Baker un son électronique, tirant un avantage de la technologie du synthétiseur Roland TR-808 et d'un sampling de Kraftwerk. Planet Rock est considéré comme un tournant musical majeur ; fusionner l'électro avec du hip-hop, c'était « comme un vrai flash » qui aboutira à un nouveau genre. D'autres albums révolutionnaires du genre, publiés en 1982, sont The Message de Grandmaster Flash and the Furious Five, Nunk de Warp 9, Hip Hop, Be Bop (Don't Stop) de Man Parrish, Magic Wand de Whodini, et Buffalo Gals de Malcolm McLaren. En 1983, Hashim compose l'influent morceau electro-funk Al-Naaafiysh (The Soul), tandis que Light Years Away (1983) de Warp 9, « la pierre angulaire du beatbox afrofuturiste du début des années '80 », produit par Lotti Golden et Richard Scher, introduit des thèmes socialement conscient dans une perspective de sci-fi, en rendant hommage au pionnier de la musique Sun Ra.
Le hip-hop, qui englobe le graffiti, le MCing/rap, le DJing et le b-boying, devient dans les années 1980 le mouvement culturel dominant les communautés immigrées urbaines. Les années 1980 assiste aussi à une recrudescence des messages sociaux grâce au hip-hop. En 1982, Melle Mel et Duke Bootee enregistrent The Message (officiellement crédité à Grandmaster Flash and the Furious Five), un morceau qui précède It's like That de Run-DMC et Black Steel in the Hour of Chaos de Public Enemy. Au cours des années 1980, le hip-hop assiste à la création de rythmes grâce au corps humain, via la technique de percussion vocale du beatboxing. Des pionniers comme Doug E. Fresh, Biz Markie, et Buffy des Fat Boys ont déjà fait des beats, du rythme et des sons en utilisant leur bouche, lèvres, langue, voix et autres parties corporelles. Les artistes de human beatbox chantent ou imitent aussi des sons de scratching et d'instruments.

### Innovations globales

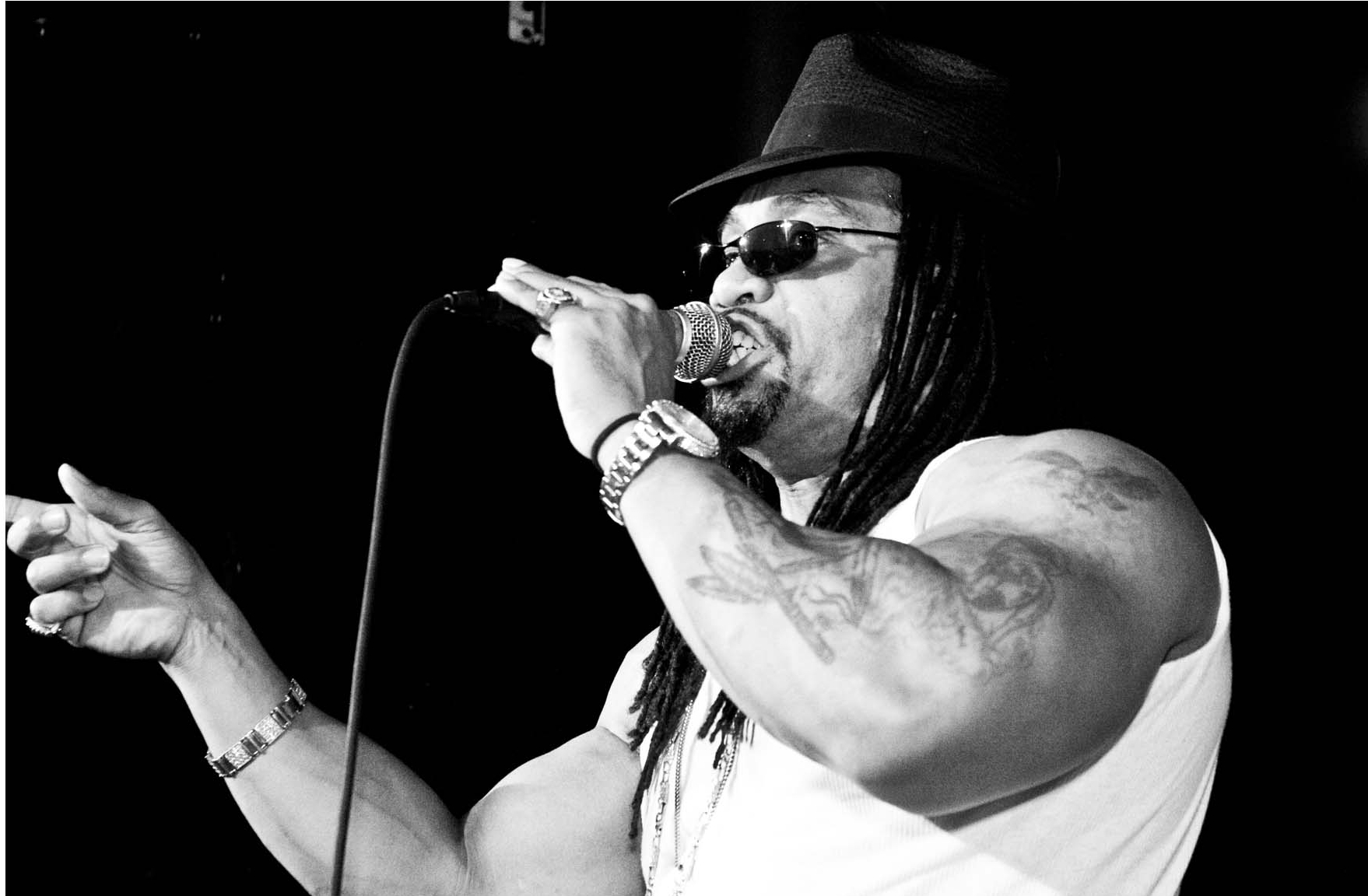
Grandmaster Melle Mel.

Hartwig Vens soutient que le hip-hop peut également être considéré comme une expérience d'apprentissage globale. L'auteur Jeff Chang soutient que « l'essence du hip-hop est le chiffre, né dans le Bronx, où concurrence et communauté se nourrissent mutuellement. » Il ajoute également : « des milliers d'organisateurs du Cap à Paris utilisent le hip-hop pour aborder la justice environnementale, le maintien de l'ordre et les prisons, la justice médiatique et l'éducation. » Tandis que la musique hip-hop est critiquée pour créer un fossé entre la musique occidentale et les autres genres musicaux internationaux. Ces traductions culturelles traversent les frontières. Même si le genre provient d'un pays étranger, le message qu'il transmet permet à l'auditeur d'aborder un thème qui ne lui est pas du tout « étranger ».
Même si le hip-hop s'implante dans d'autres pays, il conserve souvent son « agenda progressiste vital qui remet en question le statu quo. » À Göteborg, en Suède, des organisations non gouvernementales (ONG) intègrent les graffitis et la danse pour faire participer de jeunes immigrés et des jeunes de la classe ouvrière isolés. Le hip-hop joue un rôle modeste, mais distinct, en tant que symbole musical de la révolution durant le printemps arabe ; par exemple, les chansons anti-gouvernementales d'un musicien libyen anonyme, appelé Ibn Thabit, ont alimentées la rébellion.

### Industrialisation

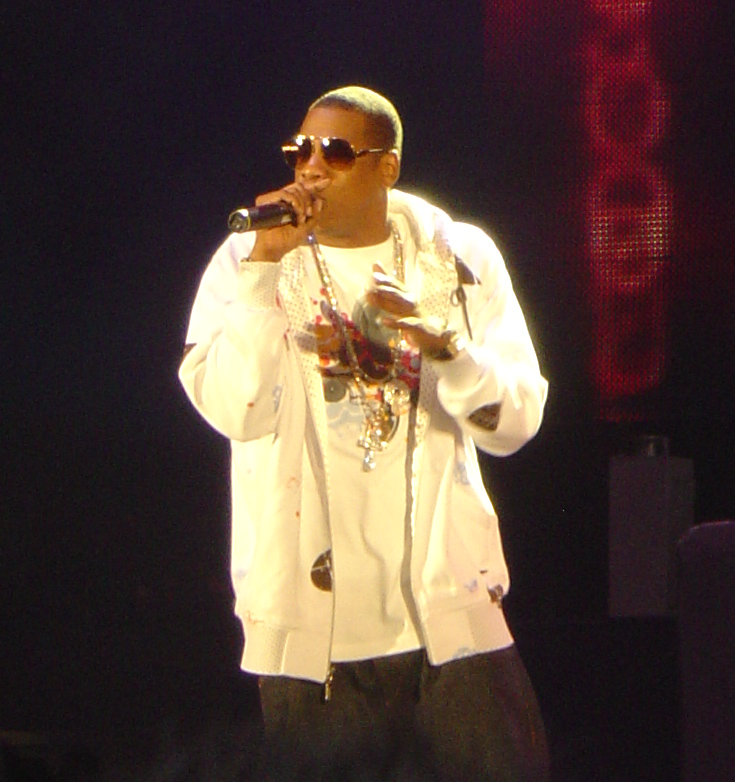
Rappeur, entrepreneur et dirigeant, Jay-Z met l'accent sur sa richesse.

Au début et milieu des années 1980, il n'existe aucune industrie réellement consacrée au hip-hop, contrairement aux années 2010 qui compte un nombre important de maisons de disques, producteurs, gestionnaires et A&R. À cette période, les politiciens et personnalités dénigrent et ignorent le mouvement hip-hop. La plupart des artistes hip-hop se produisent dans leurs communautés locales et dans les scènes underground. Cependant, à la fin des années 1980, des dirigeants de l'industrie musicale se rendent compte qu'ils peuvent miser sur le succès du gangsta rap. Ils en feront un « véritale buffet d'hypermasculinité et de violence glorifiée. » Ce genre de rap ciblera principalement les jeunes blancs. Pour les industriels, ce type de public ignore généralement ce que représente la dure réalité des ghettos, et préfèrent miser sur le sexe et la violence.
Dans un article pour le journal The Village Voice, Greg Tate soutient que l'industrialisation du hip-hop est un phénomène néfaste et omniprésent, expliquant que « ce que nous appelons hip-hop est maintenant collé à ce que nous appelons l'industrie du hip-hop, où les nouveaux riches et les employeurs super-riches s'enrichissent. » Ironiquement, cette industrialisation coïncide avec une baisse des ventes rap et la pression des critiques du genre. Même des musiciens de renom, comme Nas et KRS-One affirmeront que « le hip-hop est mort » tellement il a changé au fil des années pour satisfaire le consommateur qu'il en a perdu l'essence même pour laquelle il a été créé à l'origine.
Cependant, dans son ouvrage In Search of Africa, Manthia Diawara affirme que le hip-hop reste un repère pour les marginaux de la société moderne. Il soutient que l'« expansion mondiale du hip-hop comme révolution industrielle » est en fait l'expression mondiale du « désir d'une meilleure vie pour les pauvres », et que cette lutte s'aligne sur « la lutte nationaliste pour la citoyenneté et l'appartenance, mais aussi sur la nécessité d'aller au-delà de ces luttes et de célébrer la rédemption de l'individu noir par la tradition. » Le problème ne vient peut-être pas du manque de reconnaissance des rappeuses par rapport à leurs homologues masculins ; il vient peut-être de l'industrie musicale qui est si consacrée aux préjugés sexistes. À cette période, les dirigeants de l'industrie musicale ne semblent pas concevoir l'idée que des hommes puissent écouter des rappeuses, pour ainsi ne pas avoir à leur donner d'opportunité.
Avec le changement du genre musical dans les années 1980, la « tradition » culturelle afro-américaine décrite par Diawara n'a guère sa place chez ses représentants du hip-hop. La poussée à la consommation et le succès commercial des rappeurs contemporains tels que Rick Ross, Lil Wayne et Jay Z a rebuté les fans et les anciens. Pour eux, le genre a perdu son âme communautaire, et est devenu davantage axé sur l'indépendance des noirs que sur la richesse culturelle. L'industrialisation du genre l'a dépouillé de son caractère politique, et les grands labels ont forcé les rappeurs à façonner leur style et image afin de séduire un public blanc, aisé et suburbain.
Après s'être aperçue que ses amis participaient au genre, mais qu'ils ne pouvaient attirer l'intérêt autre que par le biais de l'émission Video Music Box, Darlene Lewis (mannequin/parolière), ainsi que Darryl Washington et Dean Carroll, exportent la musique hip-hop vers l'émission First Exposure sur la chaîne câblée Paragon, puis lancent l'émission de télévision On Broadway. Ici, les rappeurs ont l'opportunité d'être interviewés et de diffuser leurs vidéoclips. L'émission précède MTV ou Video Soul sur BET. L'industrialisation rendra le hip-hop moins attrayant et authentique, mais permettra aux artistes hip-hop de réussir.
D'anciens rappeurs parviennent à s'enrichir et à explorer d'autres horizons. Alors que des rappeurs comme Jay-Z et Kanye West s'établissent comme artistes et entrepreneurs, de plus en plus de jeunes noirs ont l'espoir d'atteindre leurs objectifs. Selon l'opinion publique, le regard porté sur l'industrialisation du genre peut paraître positif ou négatif.

## Culture
Le DJing et turntablism, le MCing/rap, breakdance, graffiti et beatboxing sont les débouchés créatifs qui composent collectivement la culture hip-hop et son esthétique révolutionnaire. Comme le blues, ces formes d'art sont développées par les communautés afro-américaines pour permettre la liberté d'expression, qu'elle soit politique ou émotionnelle, et de participer à des activités communautaires. Ces pratiques se répandront dans le monde entier autour des années 1980, car les aficionados pouvaient « se l'approprier » et s'exprimer de façon nouvelle et créative grâce à la musique, la danse, et à d'autres formes artistiques.

### DJing

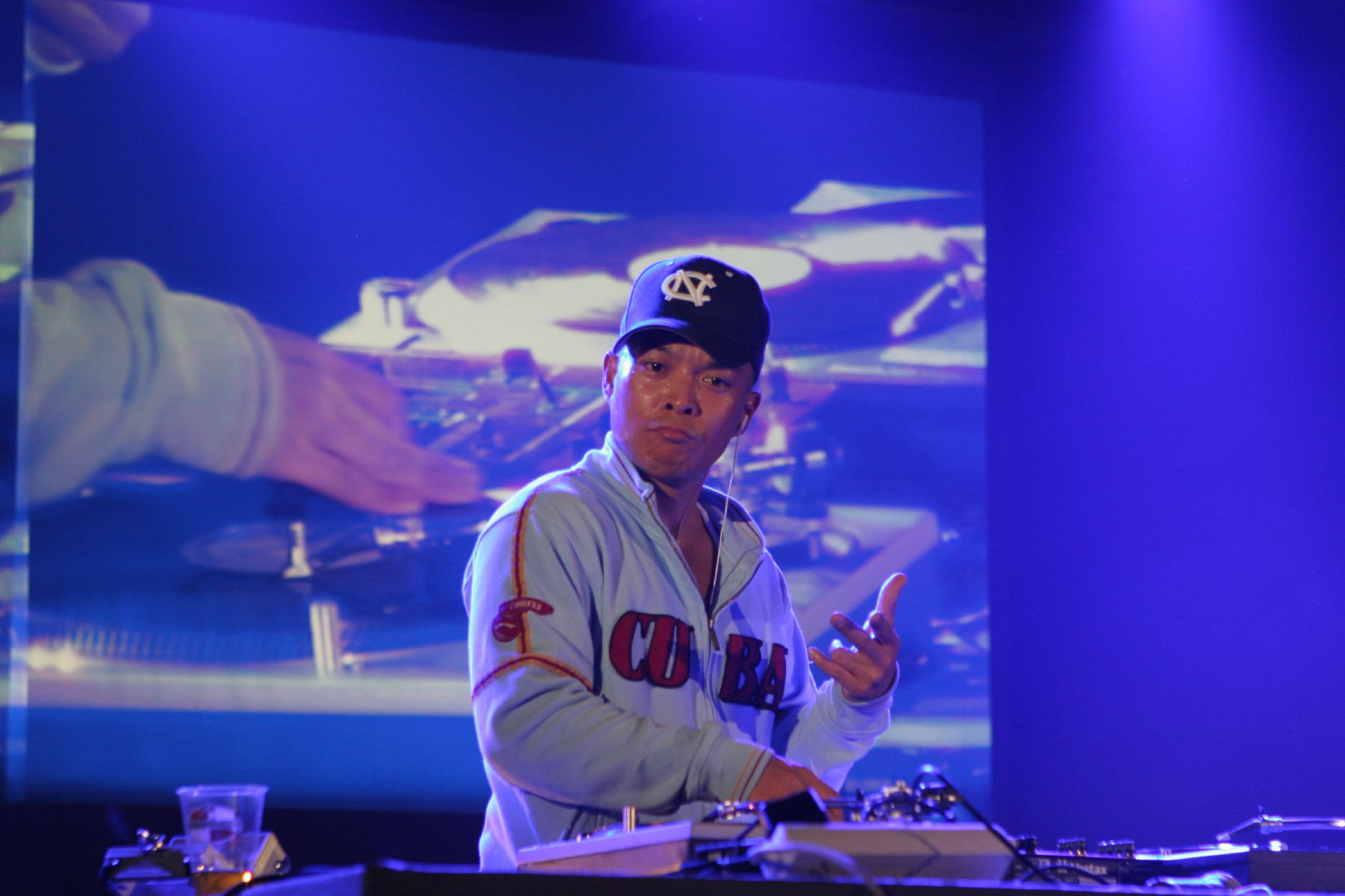
DJ Q-bert manipulant un tourne-disque lors d'un concours en France en 2006.

Le DJing et turntablism sont des techniques de manipulations sonores et musicales. Les beats sont manipulés à l'aide de deux ou plusieurs tourne-disques (ou autres sources sonores telles que des cassettes, des CD ou des fichiers audio numériques) et d'une table de mixage branchée sur un système sonore. L'un des premiers DJ de hip-hop est Kool Herc, créateur du hip-hop dans les années 1970 grâce à l'isolement et la prolongation des breaks (parties d'albums qui se concentraient uniquement sur le beat percussif). En plus de développer les techniques de Herc, les DJ Grandmaster Flowers, Grandmaster Flash, Grand Wizzard Theodore et Grandmaster Caz ont innové avec l'introduction du scratching, qui deviendra l'un des éléments clés associés à la musique hip-hop.
Traditionnellement, un DJ utilise deux tourne-disques et mixe deux morceaux en simultané. Ces tourne-disques sont connectés à une table de mixage, un amplificateur, des haut-parleurs et divers équipements de musique électronique tels qu'un microphone et des machines à effet. Le DJ mixe deux morceaux en rotation et/ou scratche en déplaçant l'un des disques tout en manipulant le crossfader sur la table de mixage. Le DJ crée ainsi un son nouveau grâce à un mélange entre deux disques. L'expansion du DJing s'effectue également grâce à de nouvelles techniques de mixage, comme le beatmatching, un processus facilité par l'introduction de nouveaux types de tourne-disques tels que le Technics SL-1200MK2, vendu pour la première fois en 1978, qui disposait d'une commande de synchronisation tempo et d'un moteur direct drive. À cette période, les DJ étaient souvent des collectionneurs avides de disques qu'ils « chassaient » pendant les vide-greniers ou dans des disquaires d'occasion. Les DJ ont aidé à présenter des disques rares et de nouveaux artistes au public des clubs.

### Rap

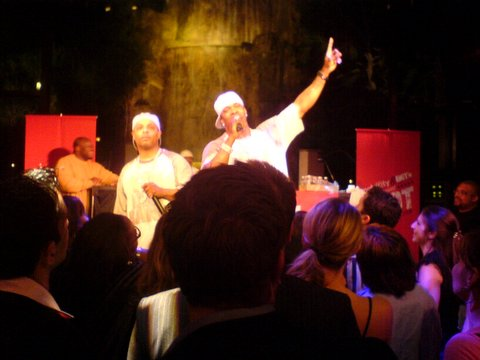
Busta Rhymes se produisant à Las Vegas.

Le rap (aussi connu sous les termes de « emceeing », « MCing », « spitting » (bars), ou simplement « rhyming ») se réfère à « des paroles parlées ou chantées accompagnées d'un rythme fort. » Il se caractérise généralement par des jeux de mots complexe, une livraison lyrique rapide et une gamme d'argot de rue, dont certains sont propres à la sous-culture hip-hop. Le rap se fait souvent sur des beats, soit par un DJ ou beatboxer, mais peut aussi se faire sans accompagnement. Le rap se distingue du spoken word par le fait qu'il est interprété dans le temps au rythme de la musique,,.

### Graffiti

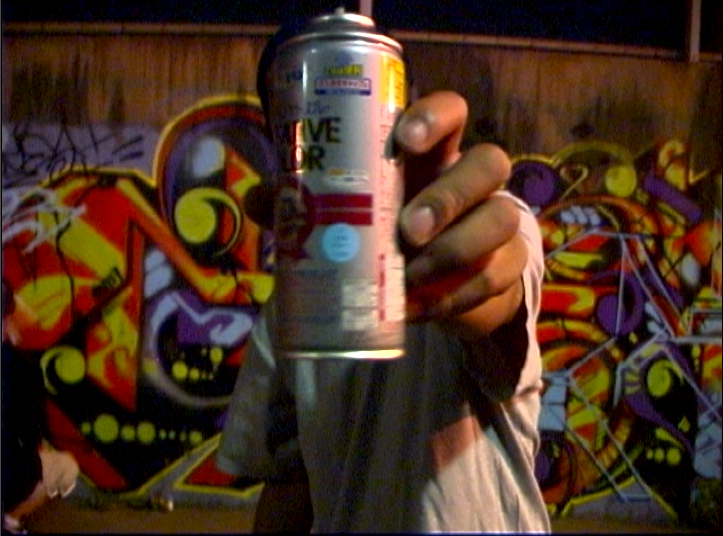
Bombe de peinture en aérosol, un outil couramment utilisé pour les graffitis.

Le graffiti est l'élément le plus controversé du hip-hop, un certain nombre de pionniers de cette forme artistique ne le considérant pas comme partie intégrante du hip-hop ; ces pionniers incluent Lady Pink, Seen, Blade, Fargo, Cholly Rock, Fuzz One et Coco 144,,. Lady Pink explique : « Je ne crois pas que le graffiti soit du hip-hop. Franchement, j'ai grandi avec la musique disco et le graffiti est historiquement parlant une forme d'art à part entière, » ; Fargo explique qu'« il n'y a aucun lien entre le hip-hop et le graffiti, l'un n'a rien à voir avec l'autre,,. » Grandmaster Flash, pionnier du hip-hop, a également remis en question le lien entre le hip-hop et les graffitis, en disant : « Tu sais ce qui me dérange, ils mettent du hip-hop avec des graffitis. Comment c'est possible,, ? »
En Amérique, à la fin des années 1960, le graffiti est utilisé comme forme d'expression par les militants politiques. Des groupes comme les Savage Skulls, La Familia et les Savage Nomads utilisaient les graffitis pour marquer le territoire. JULIO 204, graffeur portoricain, est l'un des premiers graffeurs de la ville de New York. Il était membre du gang des Savage Skulls et a commencé à écrire son surnom dans son quartier dès 1968. En 1971, le New York Times publie un article (Taki 183' Spawns Pen Pals) sur un autre graffiteur de même forme, TAKI 183. Selon l'article, Julio avait écrit pendant quelques années quand Taki a commencé à marquer son propre nom dans toute la ville. Taki dit aussi dans l'article que Julio « a été arrêté. » Les graffeurs qui suivaient les traces de Taki et Tracy 168 ajoutaient leur numéro de rue à leur surnom.

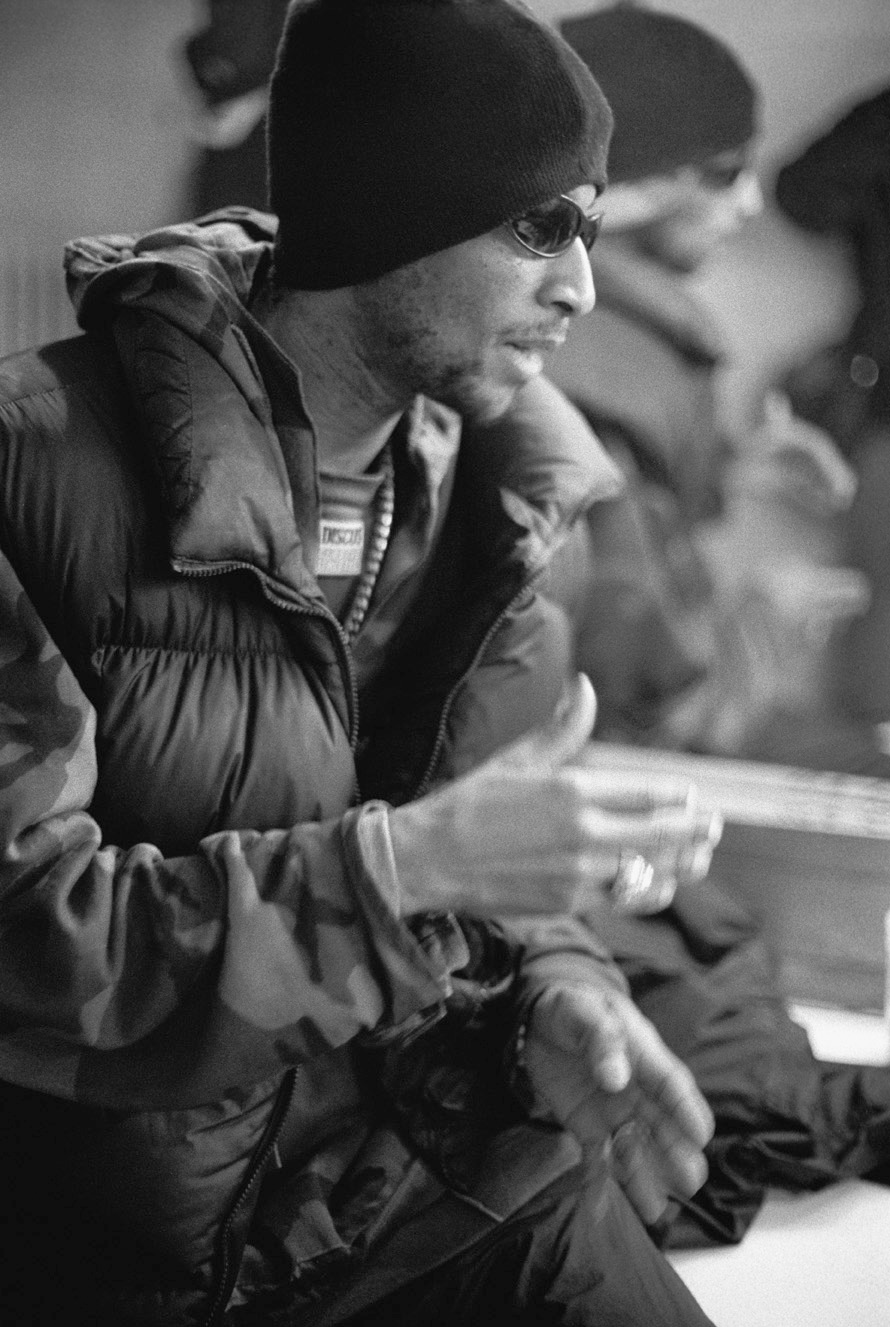
Phase 2, graffeur influent qui a commencé à graffer dans les années 1970.

L'une des formes les plus courantes de graffitis est le tag, ou la façon unique de styliser son nom ou logo. Le tag prend ses marques à Philadelphie et à New York, et s'est étendu dans le monde entier. Taguer les biens publics ou biens d'autrui sans leur consentement peut être considéré comme du vandalisme, et le « tagueur » risque des poursuites judiciaires. Légal ou non, la culture hip-hop considère le tag des bâtiments, des trains, des ponts et autres structures comme de l'art visuel.

### Breakdance

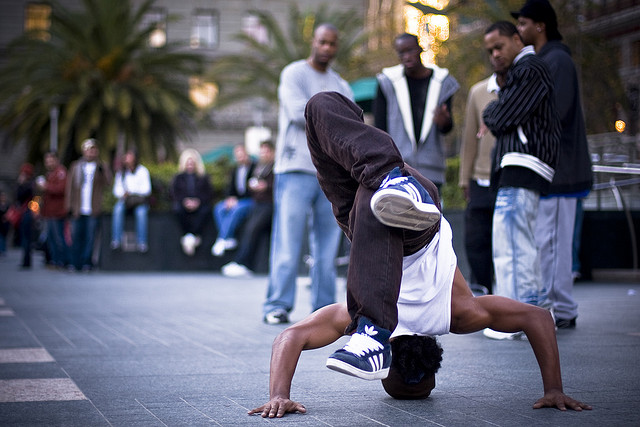
Un b-boy exécutant le breakdance.

Le breakdance, aussi appelé b-boying/b-girling, une première forme de danse hip-hop, s'implique souvent dans des battles dans lesquels les adeptes montrent leurs compétences techniques et essayent de surpasser leur rival. Comme bien des aspects de la culture hip-hop, les mouvements du breakdance s'inspirent de nombreuses autres cultures comme la danse de rue des années 1930,, les arts martiaux brésiliens et asiatiques, la danse folklorique russe, et des pas de danse de James Brown, Michael Jackson et du funk californien. Le breakdance prend ses marques dans le sud du Bronx dans les années 1970 en parallèle aux autres éléments qui constituent le hip-hop. Le breakdance s'effectue typiquement avec de la musique hip-hop jouée par boom box ou système sonore.
Dans le film documentaire The Freshest Kids: A History of the B-Boy sorti en 2002, DJ Kool Herc explique que le « B » de b-boy est une abréviation de « break », qui, à l'époque, était le synonyme de « go off », l'un des premiers noms donnés à ce type de danse. Cependant, à ses débuts, la danse était connue sous le nom de « boing ». Les danseurs présents pendant les soirées de DJ Kool Herc exécutaient les meilleurs mouvements de danse lorsque venaient les breaks de percussion. Le « B » de b-boy ou b-girl signifie donc break, comme dans break-boy ou -girl. Avant les années 1990, la présence des b-girls était limitée, car seule une minorité ne la pratiquait et la prédominance masculine décourageait les filles à y participer. Les quelques b-girls qui y participaient malgré la discrimination des sexes ont creusé l'écart et permis à d'autres femmes d'y participer.

### Beatbox

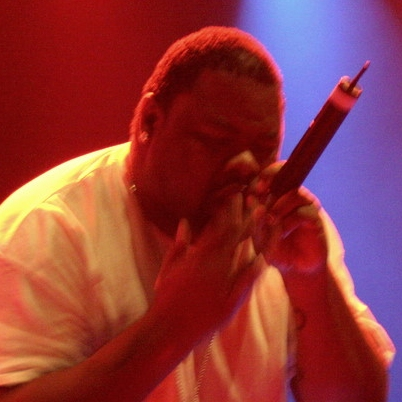
Biz Markie est connu pour ses talents de beatboxer. Il tient le micro près de sa bouche, une technique que les beatboxers utilisent pour imiter les basses profondes et la grosse caisse, en exploitant l'effet de proximité.

La beatboxing est la technique de percussion vocale, dans laquelle un chanteur imite la batterie et d'autres instruments de percussion avec sa voix. Il s'intéresse avant tout à l'art de créer des rythmes avec la bouche. Le terme beatboxing dérive du mimétisme de la première génération des boites à rythmes, alors connues sous le nom de beatboxes. Il est initialement popularisé par Doug E. Fresh. Étant un moyen de créer de la musique hip-hop, il peut être classé comme élément de production. Il est généralement considéré comme partie intégrante du hip-hop à ses débuts, au même titre que le DJ, c'est-à-dire qu'il fournit un fond ou une base musicale sur laquelle les MC peuvent rapper.
Les beatboxers émettent des beats tout naturellement, mais beaucoup de ses effets sont améliorés à l'aide d'un microphone branché à un système sonore. Cela aide le beatboxer à amplifier les sons qu'il émet afin d'être entendu aux côtés d'un rappeur, MC, turntablist et autres artistes hip-hop. Le beatbox est populaire dans les années 1980 avec des pionniers du genre comme Darren « Buffy, the Human Beat Box » Robinson des Fat Boys et Biz Markie, qui affichent leurs compétences dans les médias. Sa popularité décline avec l'arrivée du b-boying à la fin des années 1980, mais connait une résurgence depuis la fin des années 1990, marquée par la sortie de Make the Music 2000 de Rahzel du groupe The Roots.

### Rythmes et production

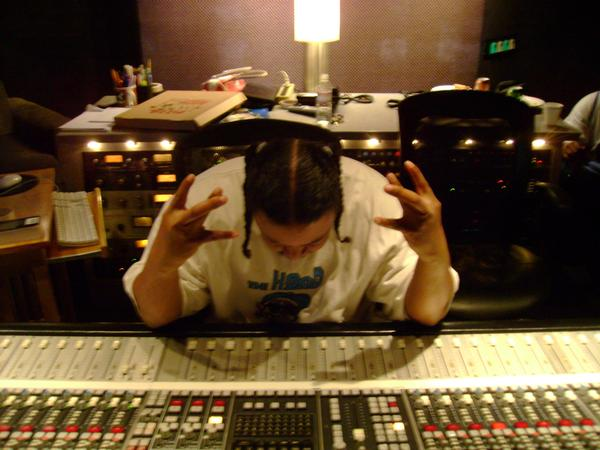
Le producteur de hip-hop Chilly Chill, derrière une console de mixage dans un studio d'enregistrement.

Bien qu'elle ne soit pas considérée comme l'un des quatre éléments fondamentaux du hip-hop, la production musicale prend une place significative dans le genre. En musicologie, les producteurs jouent un rôle similaire dans l'enregistrement sonore que les réalisateurs de films jouent dans la réalisation. Le producteur recrute et sélectionne des artistes (rappeurs, MC, DJ, beatboxers, etc.), planifie la vision de la session d'enregistrement, encadre les interprètes sur leurs morceaux, choisit les ingénieurs-son, établit un budget pour recruter des artistes et experts techniques, et supervise l'ensemble du projet. Les rôles exacts d'un producteur dépendent de chaque individu, mais certains producteurs travaillent avec des DJ et des programmateurs de boîtes à rythmes pour créer des beats, encadrent les DJ pour les lignes de basse samplées, de riffs et de phrases accrocheuses, donnent des conseils aux rappeurs, chanteurs, MC et autres artistes, suggèrent aux interprètes leur façon d'améliorer leur fluidité et développent un style personnel unique. Certains producteurs travaillent en étroite collaboration avec l'ingénieur-son pour fournir des idées sur le mixage audio, les effets (par ex. les effets vocaux autotunés comme ceux qui sont popularisés par T-Pain), le micing des artistes, etc. Le producteur peut développer indépendamment le « concept » ou la vision d'un projet ou d'un album, ou développer la vision en collaboration avec les artistes et les interprètes.
Dans le hip-hop, depuis le début du MCing, des producteurs travaillent en studio, dans les coulisses, pour créer les beats des MC à rapper. Les producteurs peuvent trouver un rythme qu'ils aiment sur un vieux disque funk, soul ou disco, puis isoler le rythme et le transformer en boucle (looping). Les producteurs peuvent aussi s'aider d'une boite à rythmes ou en embauchant un percussionniste pour jouer de la batterie acoustique. Le producteur peut même mélanger et superposer différentes pistes. Un beat créé par un producteur de hip-hop peut inclure d'autres pistes comme une ligne de basse samplée d'une chanson funk ou disco, un dialogue d'un enregistrement de parole ou d'un film, ou des scratches rythmiques et des punches faits par tourne-disque.
Le producteur Kurtis Blow, qui a remporté les prix du producteur de l'année en 1983, 1984 et 1985, a été l'un des premiers beatmakers. Connu pour ses loops samplés, Blow était considéré comme le « Quincy Jones précoce du hip-hop », une référence au prolifique producteur de disques afro-américain, chef d'orchestre, arrangeur, compositeur, et musicien. Ceux qui créent ces beats sont connus comme beatmakers ou producteurs, mais les producteurs sont connus pour avoir plus d'influence et de direction sur la création globale d'une chanson ou d'un projet, tandis qu'un beatmaker ne fait que fournir ou créer le beat. Comme l'explique Dr Dre : « Une fois que le beat est terminé, il suffit de produire le disque. »
La plupart des rythmes dans le hip-hop sont extraits de morceaux préexistants. Cela signifie qu'un producteur reprend une partie ou « sample » le morceau qu'il réutilisera comme piste instrumentale ou rythme. Quelques exemples ; le morceau Footsteps in the Dark Pts. 1 and 2 des Isley Brothers est samplé dans le morceau Today Was a Good Day d'Ice Cube. Un autre exemple est Try a Little Tenderness d'Otis Redding, qui est repris pour produire le moreau Otis de Kanye West et Jay-Z, sorti en 2011.

## Impact social

### Effets

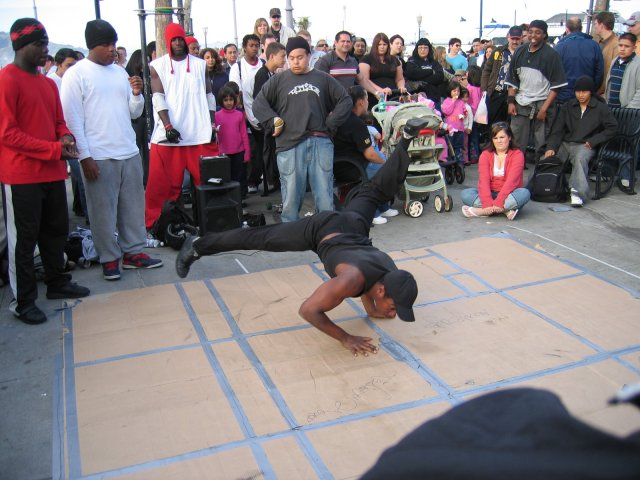
B-boy en spectacle à San Francisco.

Le hip-hop a eu un impact social considérable depuis sa création dans les années 1970. « Le hip-hop a aussi fait partie du domaine de l'éducation en raison de ses implications pour la compréhension de la langue, de l'apprentissage, de l'identité et du curriculum,. » Orlando Patterson, professeur de sociologie à l'université Harvard, décrit la manière dont le hip-hop s'est rapidement répandu à travers le monde. Patterson soutient que la communication de masse est contrôlée par les riches, le gouvernement et les grandes entreprises des pays du tiers monde et des pays du monde entier. Il attribue également à la communication de masse la création d'une scène hip-hop culturelle mondiale. Par conséquent, les jeunes sont influencés par la scène hip-hop américaine et commencent leurs propres formes de hip-hop. M. Patterson croit que le revirement de la musique hip-hop se fera partout dans le monde à mesure que les valeurs traditionnelles seront mélangées avec la musique hip-hop américaine, et qu'un processus d'échange mondial se développera et amènera les jeunes du monde entier à écouter une forme musicale commune de hip-hop.
On a également fait valoir que le rap était une « réponse culturelle à l'oppression historique et au racisme, un système de communication entre les communautés noires des États-Unis. » Ceci est dû au fait que la culture reflétait les réalités sociales, économiques et politiques des jeunes défavorisés. Dans les années 2010, les textes hip-hop commencent à refléter d'autres thèmes sociaux. Ils commencent à remettre en question le pouvoir du gouvernement et son rôle oppressif dans certaines sociétés. Le rap a été un outil d'autonomisation politique, sociale et culturelle en dehors des États-Unis. Les membres des communautés minoritaires, comme les algériens en France et les turcs en Allemagne, se servent du rap comme forme de protestation contre le racisme, la pauvreté et les structures sociales.

### Lexique
Le développement lexical du hip-hop est complexe. Il passe d'abord par le langage utilisé par les esclaves du nouveau monde, la dub jamaïcaine, les lamentations des chanteurs de jazz et de blues, et l'argot et rimes des DJ de radio. Le hip-hop possède un langage qui lui est propre. Il est également connu sous d'autres noms, tels que le « Black English » ou l'« Ebonics ». Les universitaires suggèrent que son développement découle d'un rejet de la hiérarchie raciale de la langue, qui considérait le « White English » (ou « anglais parlé par les blancs ») comme la forme supérieure de la langue enseignée. Avec le succès commercial du hip-hop à la fin des années 1990 et au début des années 2000, beaucoup de ces mots seront culturellement assimilés à plusieurs dialectes à travers l'Amérique, dans le monde, et à celui des amateurs de hip-hop. Le mot « diss », par exemple, est particulièrement utilisé. Il existe aussi un certain nombre de mots qui datent d'avant le hip-hop, mais qui seront souvent associés à la culture, « homie » en étant un exemple notable. Parfois, des termes comme « what the dilly, yo » sont popularisés par une seule chanson (dans le cas présent, par Put Your Hands Where My Eyes Could See de Busta Rhymes) et ne seront utilisés qu'à court terme. Un autre exemple particulier est l'argot de Snoop Dogg et E-40, qui ajoutent -izzle ou -izz à la fin ou au milieu de chaque mot qu'ils emploient.
Le lyrisme hip-hop a acquis une certaine légitimité dans les milieux académiques et littéraires. Des études de linguistique du hip-hop sont maintenant offertes dans des institutions comme l'Université de Toronto, où le rappeur et auteur George Eliot Clarke a enseigné le potentiel du hip-hop pour faire changer les mentalités. Greg Thomas, de l'Université de Miami, offre des cours au premier cycle et cycles supérieurs sur le caractère féministe et affirmé des paroles de Lil' Kim. Certains universitaires, dont Ernest Morrell et Jeffrey Duncan-Andrade, comparent le hip-hop aux œuvres satiriques des grands poètes du « canon occidental » moderne, qui créent la polémique envers la société. Cité dans leur ouvrage Promoting Academic Literacy with Urban Youth Through Engaging Hip Hop Culture : « Les textes du hip-hop sont riches en images et métaphores, et peuvent être utilisés pour enseigner l'ironie, le ton, la diction et le point de vue. Les textes du hip-hop peuvent être analysés pour le thème, le motif, l'intrigue et le développement des personnages. Grand Master Flash et T. S. Eliot considèrent que leur environnement se détériore rapidement et qu'ils vivent sur un "tas de gravats". Les deux rappeurs sont essentiellement de nature pessimiste et alarmiste, car ils ont assisté à la mort et aux maladies »
Les paroles de hip-hop sont aussi connues pour leurs insultes. Le mot « bitch » (« salope ») apparaît plus particulièrement dans d'innombrables morceaux, de A Bitch Iz a Bitch de NWA à She is a Bitch de Missy Elliot. Il est souvent utilisé pour connoter négativement une femme qui est un « gouffre à pognon » superficiel. Certaines artistes féminines ont essayé de reprendre le mot et de l'utiliser comme terme d'autonomisation. Quoi qu'il en soit, la communauté hip-hop s'est déjà interrogé sur l'usage du mot « bitch » et de sa nécessité dans le rap. Hormis les mots, le choix de la langue fait aussi grandement débat au sein de la scène hip-hop internationale. Au Canada, l'usage de variantes non standardisées du français, comme le franglais, un mélange de français et d'anglais, par des groupes comme Dead Obies) ou le Chiac (comme Radio Radio), a de puissantes implications symboliques dans la politique linguistique canadienne et les débats sur l'identité canadienne. Aux États-Unis, les rappeurs choisissent de rapper en anglais ou en espagnol, selon les origines de leur public ciblé.

### Censure

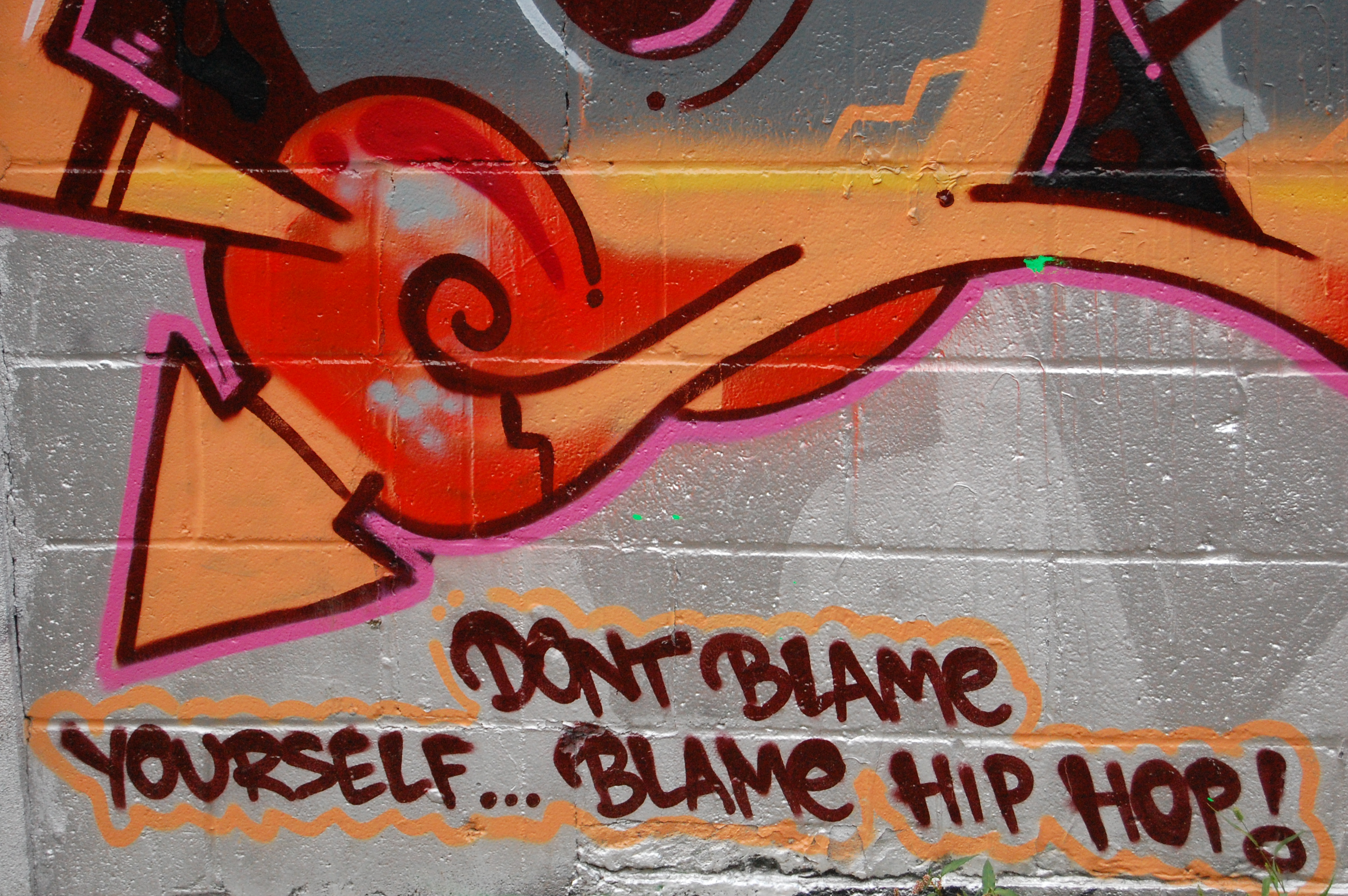
Un graffeur utilise son œuvre pour faire une déclaration sociale satirique sur la censure : Don't blame yourself... blame hip hop! (Ne t'en veux pas... blâme le hip hop!).

La musique hip-hop est et a été censurée à la radio et à la télévision en raison des paroles explicites. Beaucoup de morceaux ont été critiquées pour leurs messages anti-système et parfois violents. L'usage de insultes et des représentations graphiques de la violence et du sexe dans les clips et morceaux de hip-hop rendent difficile la diffusion sur les chaînes de télévision tout public comme MTV. De ce fait, beaucoup d'entre eux seront diffusés sous la censure, dont les insultes seront « bipés », supprimés, ou remplacés par des paroles dites « clean » (« présentables »). Le résultat — qui rend parfois les paroles inintelligibles ou contradictoires par rapport à celles de la version originale — devient presque aussi significativement associé au genre, et est parodié dans des films comme Austin Powers dans Goldmember, dans lequel le personnage de Mike Myers, Dr D'Enfer — se produisant dans une parodie du clip du morceau Hard Knock Life de Jay-Z — interprète un couplet entièrement censuré. En 1995, Roger Ebert explique : « Le rap a mauvaise réputation chez les blancs, où beaucoup de gens croient qu'il s'agit d'une voix obscène et violente d'anti-blanc et anti-féminin. Certains assument. D'autres non. La plupart des auditeurs blancs s'en fichent ; ils entendent des voix de noirs qui protestent, et se déconnectent. Pourtant, le rap joue aujourd'hui le même rôle que Bob Dylan en 1960, qui représentait les espoirs et colères d'une génération »
En 1990, Luther Campbell et son groupe 2 Live Crew intentent une poursuite contre Nick Navarro, shérif du comté de Broward, qui souhaitait faire fermer les magasins qui vendaient leur album As Nasty As Nasty as They Wanna Be, à cause de paroles obscènes et vulgaires. En juin 1990, Judge Gonzalez, juge du tribunal de la cour de district des États-Unis, qualifiera l'album d'obscène et interdit à la vente. Toutefois, en 1992, la United States Court of Appeals for the Eleventh Circuit annulera cette décision. Le professeur Louis Gates témoignera au nom du 2 Live Crew, soutenant que les paroles jugées vulgaires par le shérif du comté étaient en fait ancrées dans les racines afro-américaines et traditions vernaculaires, et qu'elles devraient être protégées.
Le gangsta rap est un sous-genre du hip-hop qui reflète la violence chez les jeunes noirs américains des centres-villes. Le genre émerge au milieu des années 1980 grâce à des rappeurs comme Schoolly D et Ice-T, et est popularisé à la fin de cette décennie par des groupes comme N.W.A. En 1986, Ice-T sort 6 in the Mornin' , qui est souvent considéré par le public comme le premier morceau de gangsta rap. Après l'attention nationale attisée par Ice-T et N.W.A. à la fin des années 1980 et au début des années 1990, le gangsta rap devient le sous-genre le plus commercialement lucratif du hip-hop.
N.W.A. est le groupe le plus fréquemment associé à l'émergence du gangsta rap. Leurs paroles étaient beaucoup plus violentes, ouvertement conflictuelles et plus choquantes que celles des autres groupes de rap de cette période, et faisaient souvent usage controversé du mot « nigga » (« négro »). Ces paroles s'accompagnent de rythmes de guitare rock, ce qui a contribué à donner une impression d'agressivité au style. Le premier album de gangsta rap à succès est Straight Outta Compton de N.W.A, sorti en 1988. À cette période, Straight Outta Compton renforce la popularité du hip-hop de la côte ouest, et considère Los Angeles comme le rival légitime de la capitale du hip-hop, New York. Straight Outta Compton déclenchera la première polémique majeure dans ses paroles avec le morceau Fuck tha Police,.
La polémique entourera également le morceau Cop Killer d'Ice-T, issu de son album Body Count. Le morceau conduit l'auditeur dans la vie d'un criminel qui veut se venger des policiers racistes et agressifs. Ce morceau s'attire les foudres et l'exaspération des représentants gouvernementaux, de la National Rifle Association of America, et de divers groupes de défense policière. Par voie de conséquence, Time Warner Music refusera de sortir le prochain album d'Ice-T, Home Invasion, à cause de la polémique entourant Cop Killer. Ice-T laissera entendre que ces réactions étaient exagérées, expliquant même au journaliste Chuck Philips qu'« il existe plein de films sur des tueurs d'infirmières, d'enseignants et d'étudiants. Arnold Schwarzenegger a éliminé des dizaines de flics dans Terminator. Mais personne ne s'en est jamais plaint. » Ice-T ira même jusqu'à dire que ces censures sont racistes : « La Cour suprême dit qu'il est acceptable pour un blanc de brûler une croix en public. Mais personne ne veut qu'un noir écrive un disque sur un tueur de flics. »

### Produits et marketing

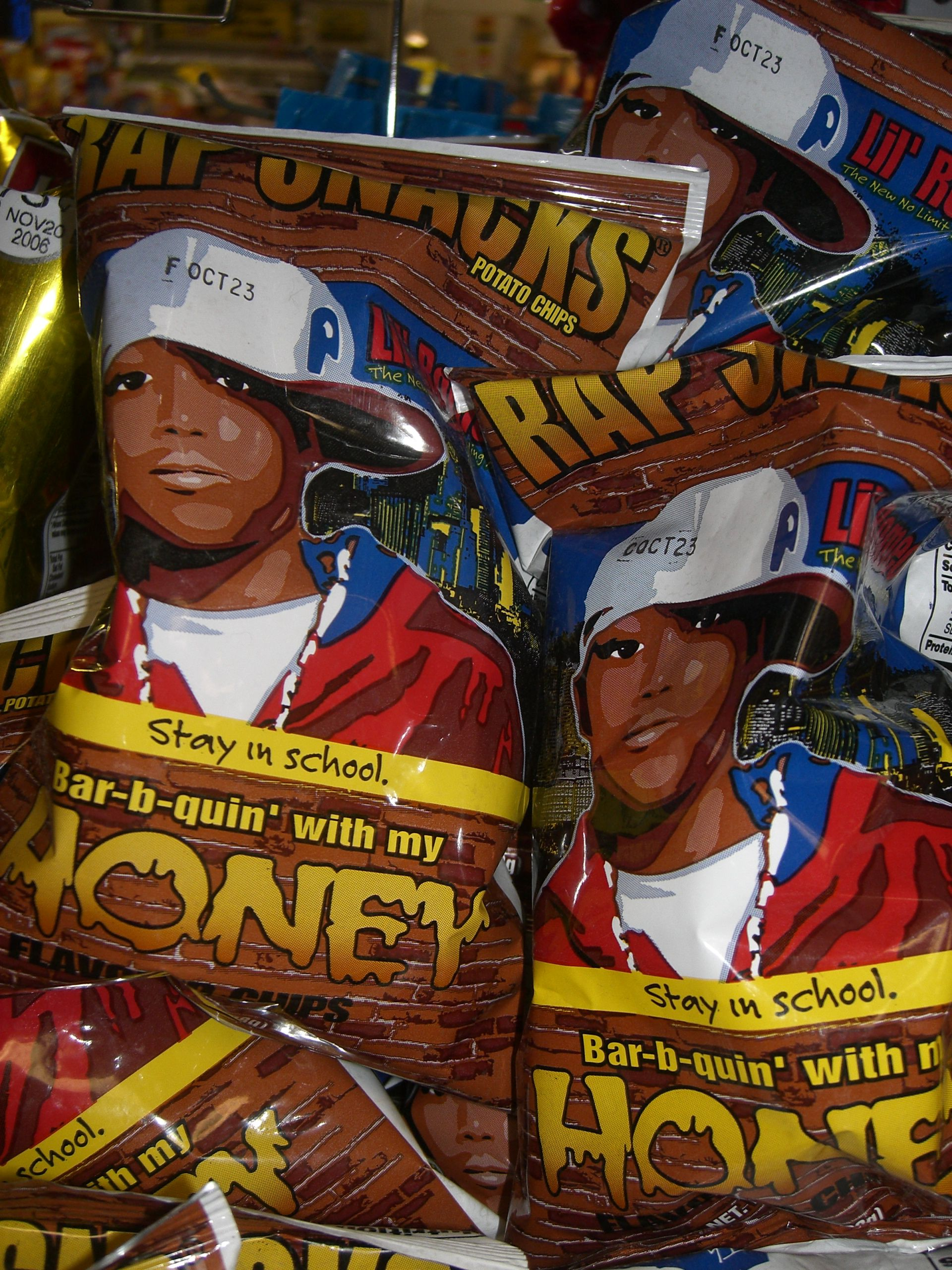
Paquets de chips avec des images au design hip-hop (montrant Lil' Romeo dans un style basé sur le film Honey).

Des critiques comme David Kiley, de Businessweek, soutiennent que beaucoup produits usent de la culture hip-hop à des fins marketing et non concluantes. Ces critiques expliquent que de tels produits sont surtout vendus au sein de la scène rap industrialisée. En 2005, un plan proposé par la chaine de restauration rapide McDonald's visant à payer les rappeurs pour faire la publicité de leurs produits est divulgué à la presse. De son côté, Russell Simmons conclura à contrat avec Courvoisier afin de faire la publicité pour la marque dans la scène hip-hop ; Busta Rhymes enregistrera le morceau Pass the Courvoisier.
Cette relation symbiotique s'étendra également aux fabricants d'automobiles, aux créateurs de vêtements, aux marques de baskets. et à beaucoup d'autres sociétés qui utiliseront la communauté hip-hop pour se faire un nom ou pour leur donner de la crédibilité. L'un de ces bénéficiaires s'appelle Jacob the Jeweler, un marchand de diamants situé à New York. Jacob Arabo verra passer des vedettes telles que Sean Combs, Lil' Kim et Nas. Il créait des bijoux en diamants et pierres précieuses. Son nom étant mentionné dans les morceaux de ses clients, il montera rapidement en notoriété. Arabo élargira sa marque pour y inclure des montres incrustées de pierres précieuses qui se vendront au détail pour des centaines de milliers de dollars ; Cartier intentera une poursuite en justice contre Jacob pour contrefaçons. Le profil d'Arabo ne cessera de croître jusqu'à son arrestation par le FBI en juin 2006 pour blanchiment d'argent.
Alors que certaines marques se félicitent du soutien de la communauté hip-hop, Louis Roederer de la marque de champagnes Cristal n'en fait pas autant. Dans un article paru en 2006 dans le magazine The Economist, Frédéric Rouzaud, directeur général de la marque, explique que les rappeurs qui les citent dans leurs morceaux ont un impact négatif sur leur marque : « Que pouvons-nous faire ? On ne peut pas interdire aux gens de l'acheter [le champagne Cristal]. Je suis sûr que les marques Dom Pérignon ou Krug profiteraient bien de ce petit business. » En revanche, de nombreuses icônes du hip-hop comme Jay-Z et Sean Combs, qui faisaient auparavant références à « Cris », cesseront de le mentionner et d'effectuer tout achat de champagne.

### Médias
La culture hip-hop a fait l'objet d'une large couverture médiatique, plus particulièrement à la télévision ; il y existait un certain nombre d'émissions télévisées consacrées au hip-hop ou à son sujet, y compris en Europe (H.I.P. H.O.P. en 1984). Pendant de nombreuses années, BET a été la seule chaîne de télévision susceptible de faire du hip-hop ; finalement, d'autres chaînes comme VH1 et MTV ajouteront une quantité significative de hip-hop à leur liste de diffusion. Run-DMC devient le premier groupe afro-américain à apparaître sur MTV. Avec l'émergence d'Internet, un certain nombre de sites web ont commencé à offrir du contenu vidéo lié au hip-hop.

### Magazines

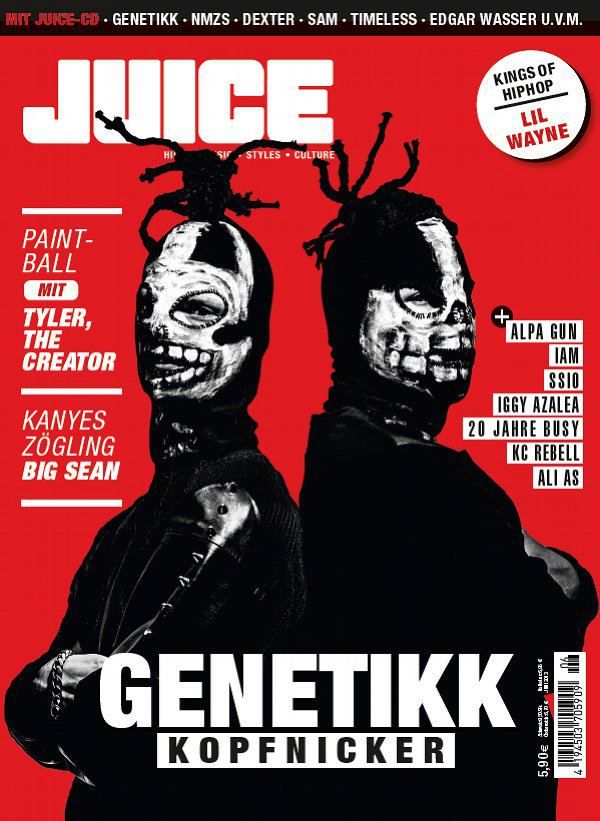
Le magazine allemand de hip-hop Juice.

Les magazines spécialisés dans le hip-hop y décrivent la culture, donnant des informations sur les rappeurs et MC, les nouvelles tendances, les concerts, les événements, la mode et l'histoire. La première publication hip-hop, The Hip Hop Hit List, est publiée dans les années 1980. Elle traite du premier morceau de musique rap. Elle est publiée par deux frères, Vincent et Charles Carroll (The Nastee Boyz), originaires de Newark, dans le New Jersey. Ils connaissaient très bien cette forme d'art et ont remarqué le besoin de couvrir un magazine de hip-hop. Les DJs et rappeurs n'avaient pas la possibilité de s'initier aux styles et labels du rap.
Les touristes de passage à New York ramèneront cette publication dans leur pays d'origine pour la partager, suscitant un intérêt mondial pour la culture et les nouvelles formes d'art. Le périodique est imprimé à 50 000 exemplaires, et distribué à 200 000 exemplaires, pour plus de 25 000 abonnés. La Hip Hop Hit List est également la première à définir le hip-hop comme culture, introduisant ses nombreux aspects tels que la mode, la musique, la danse, les arts et surtout le lexique.

### Diversification

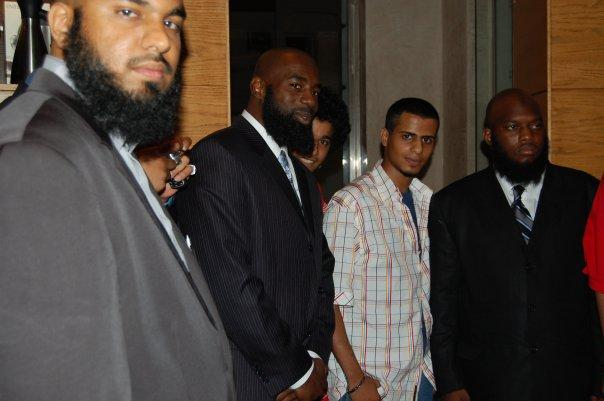
Klash Loon, rappeur arabe.

Le hip-hop propagera une douzaine de sous-genres qui incorpore des approches musicales telles que le sampling, la création de beats, ou le rap. Le procès de diversification vient de l'appropriation de la culture hip-hop par d'autres groupes ethniques. Il existe différents aspects sociaux affectant le message que fait passer le hip-hop à travers différentes nations. Généralement, le hip-hop fait passer un message contre les injustices sociales et politiques. En Afrique du Sud, ce message est appelé kwaito, et sa popularité est similaire à celle du hip-hop aux États-Unis. Le kwaito reflète directement une Afrique du Sud post-apartheid et donne une voix à ceux/celles qui n'en ont pas.
Le kwaito est un genre politique et partisan, car les interprètes utilisent la musique pour exprimer leurs opinions politiques, et aussi pour exprimer leur désir de s'amuser. Le kwaito est un genre musical qui vient d'un peuple autrefois haï et opprimé. Les principaux auditeurs sont les adolescents et la moitié de la population sud-africaine de moins de 21 ans. Certains des grands artistes du genre comptent plus de 100 000 albums vendus, dans une industrie où 25 000 albums vendus permet d'obtenir un disque d'or. Le kwaito fait participer la créativité des peuples exclus socialement dans la génération des médias populaires. Le hip-hop sud-africain restera plus diversifié ces derniers temps, et nombreux sont les artistes qui impacteront le pays tels que  Tumi, Ben Sharpa, HipHop Pantsula, Tuks Senganga.
En Jamaïque, la musique hip-hop est issue d'influences américaines et jamaïcaines. Le hip-hop jamaïcain se définit à la fois par le dancehall et le reggae. Le jamaïcain Kool Herc a importé les systèmes sonores, la technologie et les techniques du reggae à New York dans les années 1970. Les artistes jamaïcains de hip-hop rappent souvent avec leurs accents jamaïcains et de Brooklyn. Les thèmes du hip-hop jamaïcain sont souvent influencés par les forces externes et internes. Des forces externes telles que le bling-bling de l'époque moderne au hip-hop moderne et les influences internes qui traitent de l'anti-colonialisme et avec des références à la marijuana ou à la ganja que les rastafariens croient les rapprocher de Dieu.
L'auteur Wayne Marshall soutient que « le hip-hop, comme toutes les formes culturelles afro-américaines qui l'ont précédées, offre un éventail de significations contradictoires et convaincantes à l'artiste et au public jamaïcain. » Dans les pays en voie de développement, le hip-hop a eu un impact social considérable. Malgré le manque de ressources, le hip-hop fait des percées considérables. Manquant de ressources matériels, les artistes de hip-hop sont obligés d'utiliser des outils de base, et même le graffiti, un aspect important de la culture hip-hop, est limité. La percée du hip-hop ne se fait pas qu'avec des artistes noirs. Il existe un nombre d'autres artistes appartenant à des minorités qui occupent le devant de la scène, car beaucoup d'enfants de ces minorités ont, depuis l'avènement du hip-hop, atteints l'âge adulte. Par exemple, la rappeuse Awkwafina, une Américaine d'origine asiatique, qui se plaint d'être une femme asiatique. Comme beaucoup d'autres, elle utilise le rap pour exprimer ses expériences en tant que minorité, non pas nécessairement pour les « unir », mais pour raconter son histoire.

### Éducation
Des étudiants soutiennent que le hip-hop peut avoir un effet d'autonomisation sur les jeunes. Malgré la présence de sujets comme la misogynie, la violence, la toxicomanie et la cupidité dans les clips et paroles, la musique hip-hop traite aussi de nombreux thèmes positifs comme l'autosuffisance, la résilience et l'estime de soi. Ces messages sont une source d'inspiration pour les jeunes qui vivent dans la pauvreté. Beaucoup de morceaux multiplient les références du communautarisme afro-américain promouvant des causes sociales . Les travailleurs sociaux ont utilisé le hip-hop pour établir une relation avec les jeunes à risque et développer un lien plus profond avec l'enfant. Le hip-hop possède un potentiel d'enseignement pour aider les individus à voir le monde d'un œil plus critique, que ce soit par l'écriture, la création musicale ou l'activisme social. Les paroles du hip-hop sont utilisées pour apprendre des mécanismes littéraires tels que la métaphore, l'imagerie, l'ironie, le ton, le ton, le thème, le motif, l'intrigue et le point de vue.
Des organismes offrent des espaces et programmes aux communautés pour explorer l'apprentissage du hip-hop. Un exemple en est les IMP Labs, de Regina, en Saskatchewan, au Canada. De nombreux studios et collèges de danse offrent des cours de hip-hop avec parfois des artistes comme KRS-One pour enseigner le hip-hop à l'université Harvard. Le producteur de hip-hop 9th Wonder et l'ancien rappeur et comédien Christopher « Play » Martin du groupe de hip-hop Kid 'n Play ont enseigné l'histoire du hip-hop à la North Carolina Central University ; 9th Wonder a également enseigné un cours de Hip Hop Sampling Soul à la Duke University. En 2007, le Cornell University Library lance une collection de hip-hop afin de recueillir et de rendre accessibles les artefacts historiques de la culture hip-hop et d'en assurer la préservation pour les générations futures.

## Valeurs et philosophie

### Authenticité
Dans la culture hip-hop, il est considéré comme essentiel de « le garder réel » ou d'être authentique aux expériences vécues par les personnes des quartiers défavorisés (le ghetto). Même si certains artistes hip-hop utilisent des histoires fictives dans leurs morceaux, la culture du genre exige qu'ils agissent comme si toutes leurs paroles étaient vraies ou potentiellement vraies. Pour cette raison, les paroles de chansons de rap sont souvent traitées comme des « aveux » d'un certain nombre de crimes violents aux États-Unis. Il est également considéré comme le devoir des rappeurs et autres artistes hip-hop (DJ, danseurs) de « représenter » leur ville et leur quartier. Il faut pour cela être fier d'appartenir à des quartiers défavorisés qui ont traditionnellement été une source de honte, et les glorifier dans des textes et des graffitis. C'est peut-être l'une des raisons pour lesquelles le hip-hop est considéré comme un genre musical « local » plutôt qu'« étranger » dans de nombreux pays du monde entier en quelques décennies. Néanmoins, l'échantillonnage et l'emprunt à plusieurs genres et lieux font aussi partie du milieu hip-hop, et un album comme le succès surprise Kala du rappeur anglo-tamil M.I.A. est enregistré partout dans le monde et présente des sons d'un pays différent sur chaque piste.
Les artistes et les défenseurs de la musique hip-hop ont affirmé que le hip-hop est une forme artistique et culturelle afro-américaine authentique (vraie et « réelle ») depuis son émergence dans les quartiers du centre-ville du Bronx dans les années 1970. Quelques critiques musicaux, des universitaires et politiques ont nié l'authenticité du hip-hop. Ces partisans qui prétendent que le hip-hop est un véritable genre musical, affirment qu'il s'agit d'une réponse continue à la violence et aux discriminations subies par les noirs aux États-Unis, de l'esclavage qui a existé jusqu'au 19e siècle, aux lynchages du 20e siècle et à la discrimination raciale à laquelle les noirs sont toujours confrontés.
Paul Gilroy et Alexander Weheliye affirment qu'à la différence du disco, du jazz, du RnB, de la musique house et d'autres genres qui se sont développés dans la communauté afro-américaine et qui ont été rapidement adoptés puis progressivement contrôlés par l'industrie musical blanche, le hip-hop est largement resté sous le contrôle d'artistes, producteurs et dirigeants afro-américains. Dans son livre Phonographies, Weheliye décrit les affiliations politiques et culturelles que permettent le développement de la musique hip-hop. En revanche, Greg Tate du Village Voice affirme que la forme commerciale du hip-hop a déracinée le genre, sa culture afro-américaine et ses messages de protestation qui prédominaient à ses débuts.

## Accueil

### Commercialisation et stéréotypes
En 2012, le pionnier du hip-hop Chuck D, du groupe Public Enemy, critique les jeunes artistes hip-hop des années 2010, n'acceptant pas qu'ils aient pris le genre pour en faire un autre genre plus commercial. Des figures emblématiques du rap conscient, comme Ice T, ont critiqué ces nouveaux artistes du fait qu'ils se préoccupent davantage de leur l'image que du fond,,.
Le hip-hop est même critiqué par la presse spécialisée rock qui affirme que le hip-hop n'est pas une véritable forme d'art et que le rock and roll est beaucoup plus authentique. Ces critiques prônent un point de vue dit « rockisme » qui privilégie la musique écrite et interprétée par l'artiste (comme on le voit dans certains groupes de rock célèbres dirigés par des auteurs-compositeurs-interprètes) et s'oppose au hip-hop des années 2000, que ces critiques qualifient de trop grand rôle pour les producteurs d'enregistrements sonores et numériques. Le hip hop est considéré comme trop violent et explicite par rapport au rock. Certains soutiennent que les critiques ont une connotation raciale, car ces critiques nient que le hip hop est une forme d'art et louent les genres rock qui mettent en vedette des blancs, ce qui est particulier dans la mesure où les deux genres sont de la musique Afroaméricaine, preuve, s'il faut encore le démontrer, que de nombreux éléments culturels africains  sont volés.

### Marginalisation des femmes

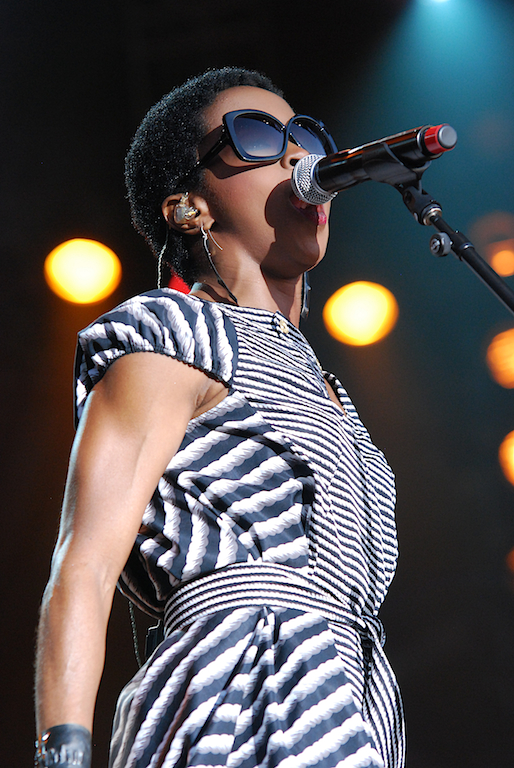
La rappeuse Lauryn Hill connait le succès en solo et comme membre des Fugees. Cette photo montre sa prestation au Bluesfest d'Ottawa en 2012.

Le genre hip-hop et sa sous-culture sont critiqués pour leur parti pris sexiste et leur point de vue négatif sur les femmes dans la culture afro-américaine. Les artistes de gangsta rap comme Eazy-E, Dr. Dre et Snoop Dogg dépeignent les femmes comme des jouets sexuels, et comme une race inférieure et dépendante des hommes. Entre 1987 et 1993, plus de 400 morceaux de hip-hop présentent un point de vue sexiste des femmes, traitant de thèmes comme le viol et le meurtre. Ces paroles hip-hop anti-féministes pousseront certains auditeurs masculins à menacer physiquement des femmes et à créer des stéréotypes négatifs envers les jeunes femmes afro-américaines issues de la ville. La représentation des femmes dans les paroles et les clips hip-hop tend à être violente, dégradante et très sexualisée. La fréquence de morceaux aux paroles qui dénigrent, ou dépeignent la violence sexuelle ou l'agression sexuelle envers les femmes, est élevée. Les vidéos dépeignent souvent des corps féminins idéalisés et décrivent les femmes comme des objets de plaisir.
Très peu d'artistes féminines sont reconnues dans le hip-hop, et les producteurs de disques et musiciens les plus populaires, prospères et influents sont des hommes. Les femmes qui font partie de groupes de rap, comme Lauryn Hill des Fugees, ont généralement moins d'avantages et de possibilités que les artistes masculins. Les artistes féminines ont reçu peu ou pas de reconnaissance dans le hip-hop. Une seule artiste féminine a remporté le prix du meilleur album rap de l'année aux Grammy Awards depuis l'ajout de la catégorie en 1995. De plus, les femmes artistes hip-hop afro-américaines sont encore moins reconnues dans l'industrie.

### Homophobie et transphobie
Le hip-hop a également été critiquée pour son homophobie et sa transphobie. Les paroles insultent explicitement (la plupart du temps avec le terme péjoratif « faggot », qui signifie « PD ») et menacent violemment les homosexuels, comme en témoignent des morceaux comme Where the Hood at du rappeur DMX, N Nobody Move du rappeur Eazy-E, et Punk Jump Up to Get Beat Down du groupe de rap Brand Nubian. De nombreux rappeurs et artistes ont été partisans de l'homophobie et/ou la transphobie comme Ja Rule, qui déclarera dans une interview : « On devrait aller voir MTV et Viacom, et leur parler de toutes ces putains d'émissions homos de merde qui passent sur MTV et que mes gosses peuvent pas regarder » ; Erick Sermon, déclarera aussi publiquement que « [le hip-hop] n'acceptera jamais les rappeurs transgenres. » Jusqu'aux années 2010, le hip-hop a exclu la communauté lesbienne, gay, bisexuelle et transgenre (LGBT). Ce rejet perpétué dans la culture hip-hop laisse des préjugés envers les homosexuels et les personnes transgenres, ce qui en fait une culture difficilement accessible aux artistes homosexuels.

## Héritage

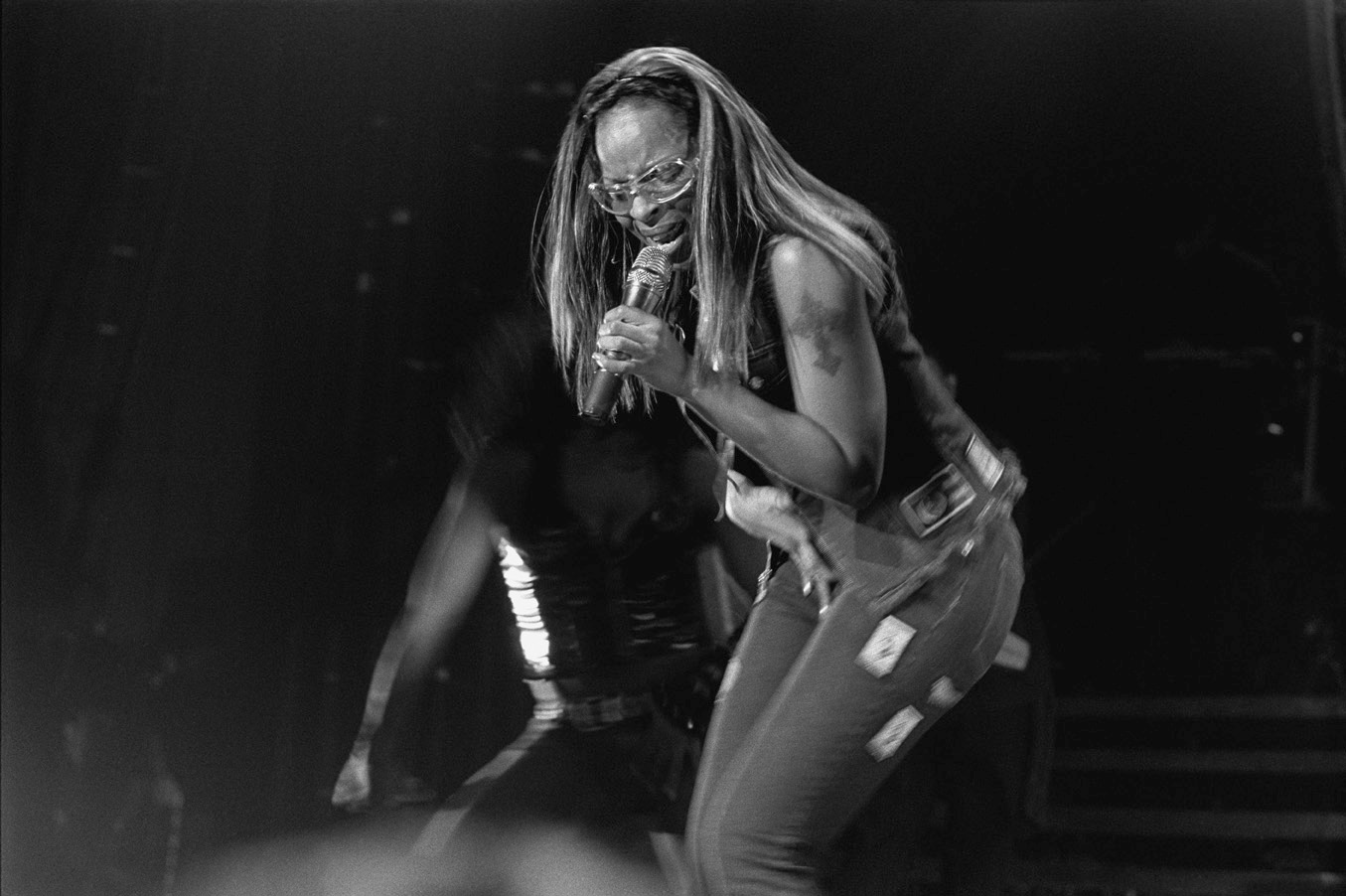
Mary J. Blige en concert.

Ancré dans le reggae, le disco, le funk et la soul, le hip-hop s'est depuis développé dans le monde entier. Son expansion se fait grâce à d'importants événements comme la sortie en 1982 de Planet Rock d'Afrika Bambaataa, qui a tenté d'harmoniser plus globalement le genre. Dans les années 1980, Slick Rick devient le premier artiste hip-hop à succès international non originaire d'Amérique. À partir des années 1980, la télévision fait du hip-hop un phénomène mondial. De Yo! MTV Raps à la tournée mondiale de Public Enemy, le hip-hop se propage en Amérique latine et devient une culture grand public. Le hip-hop est édité, mixé et adapté dans divers domaines.
À ses débuts, le hip-hop réduit la violence engendrée par les gangs de rue grâce aux battles de breakdance, aux concours de rap et au graffiti. Cependant, avec l'émergence du rap commercial et de la criminalité liée aux gangsta rap au début des années 1990, la violence, la drogue, les armes et la misogynie refont surface dans la société. Le hip-hop socialement et politiquement conscient a longtemps été ignoré par l'industrie musicale américaine en faveur de son sous-genre, le gangsta rap. Les artistes de hip-hop alternatif tenteront de reprendre les premiers éléments de la culture hip-hop. Ces artistes/groupes incluent Lupe Fiasco, Immortal Technique, Lowkey, Brother Ali, Public Enemy, The Roots, Shing02, Jay Electronica, Nas, Common, Talib Kweli, Mos Def, Dilated Peoples, dead prez, Blackalicious, Jurassic 5, Jeru the Damaja, Kendrick Lamar, Gangstarr, KRS-One, et Living Legends.
Des artistes noires comme Queen Latifah, Missy Elliott et MC Lyte ont significativement progressées depuis le début de l'industrie du hip-hop. En produisant des morceaux et une image qui ne répondait pas aux stéréotypes féminins hyper-sexualisés du hip-hop, ces femmes ont été les premières à attribuer une image revitalisée et indépendante à leur sexe dans le genre.